# 松江市
松江市（まつえし）は、島根県の出雲地方に位置する市。島根県の県庁所在地であり、中核市に指定されている。山陰地方における最大の都市である。

## 地理
北は日本海に接する島根半島の北山山地、宍道湖と中海、南は中国山地に挟まれた地域に広がる都市。松江藩の城下町を中心に発展してきた山陰最大の人口を擁する中心都市であり、鳥取県米子市とともに中海・宍道湖・大山圏域の中核を担う。
宍道湖から中海に注ぐ大橋川によって松江の市街地は南北に二分されている。宍道湖畔、大橋川の両岸に築かれた町であることや、松江城下の堀川の保存状態も良いことから「水の都」とされ、水郷水都全国会議の第1回会議は松江市で開催された。

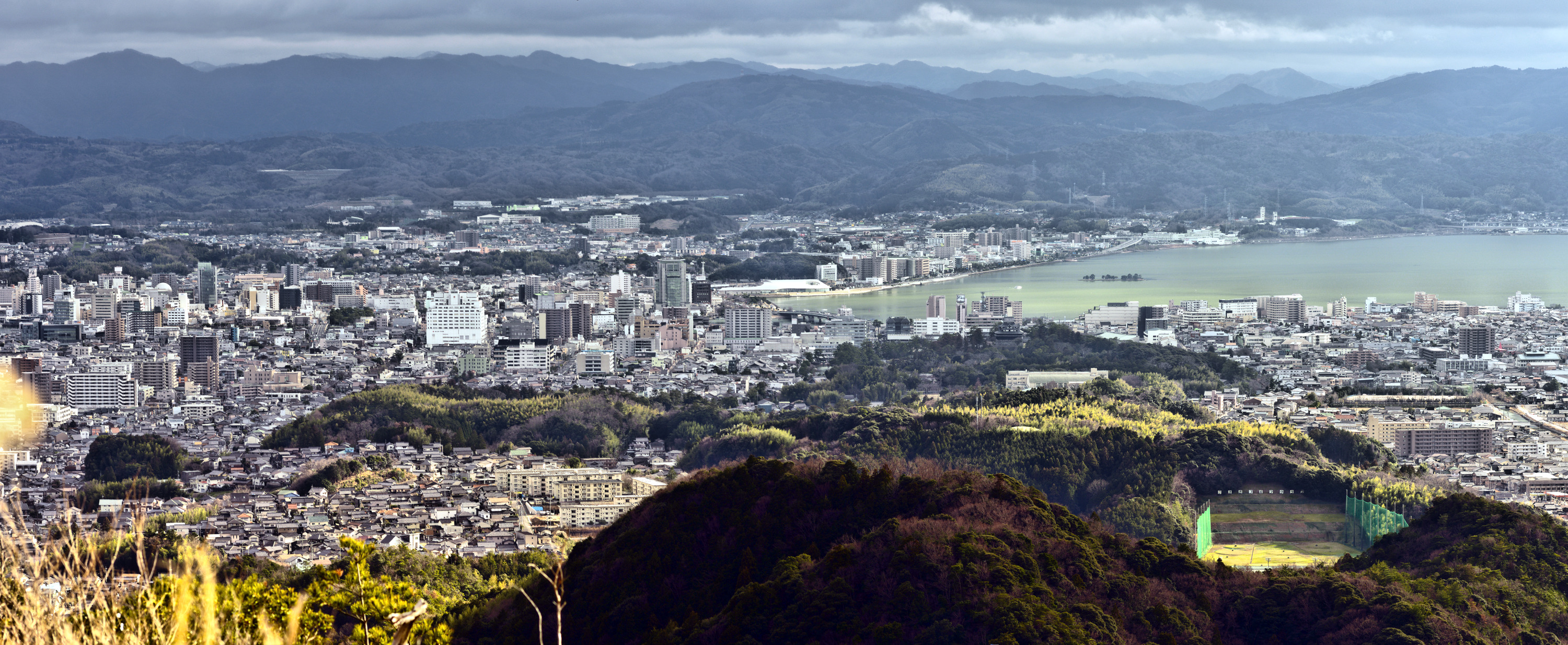
松江市郊外の真山からみた松江市中心部。右手の水域は宍道湖で嫁ヶ島がみえる。また写真中央付近の山上には松江城がみえる。背後の山々は中国山地である。

### 隣接している自治体

松江市中心部周辺の空中写真。
2009年5月11日撮影の50枚を合成作成。。

- 雲南市
- 出雲市
- 安来市
- 鳥取県境港市

### 人口
| |                                        |  |
| 松江市と全国の年齢別人口分布（2005年） | 松江市の年齢・男女別人口分布（2005年） |  |
| ■紫色 ― 松江市 ■緑色 ― 日本全国 | ■青色 ― 男性 ■赤色 ― 女性              |  |
| 松江市（に相当する地域）の人口の推移 \| 1970年（昭和45年） \| 175,399人 \| \| \| 1975年（昭和50年） \| 184,157人 \| \| \| 1980年（昭和55年） \| 194,173人 \| \| \| 1985年（昭和60年） \| 201,026人 \| \| \| 1990年（平成2年） \| 203,298人 \| \| \| 1995年（平成7年） \| 206,718人 \| \| \| 2000年（平成12年） \| 211,564人 \| \| \| 2005年（平成17年） \| 210,796人 \| \| \| 2010年（平成22年） \| 208,613人 \| \| \| 2015年（平成27年） \| 206,230人 \| \| \| 2020年（令和2年） \| 203,616人 \| \| |                                        |  |
| 総務省統計局 国勢調査より |                                        |  |
| 1970年（昭和45年） | 175,399人                              |  |
| 1975年（昭和50年） | 184,157人                              |  |
| 1980年（昭和55年） | 194,173人                              |  |
| 1985年（昭和60年） | 201,026人                              |  |
| 1990年（平成2年） | 203,298人                              |  |
| 1995年（平成7年） | 206,718人                              |  |
| 2000年（平成12年） | 211,564人                              |  |
| 2005年（平成17年） | 210,796人                              |  |
| 2010年（平成22年） | 208,613人                              |  |
| 2015年（平成27年） | 206,230人                              |  |
| 2020年（令和2年） | 203,616人                              |  |

### 人口動態概要
2025年現在約19万人となっている。現在は緩やかな人口減少となっている。島根県全体では1955年（昭和25年）から人口減少が続いており現在は最盛期の7割程度の人口規模に過ぎないが、松江市では2000年頃まで一貫して人口が増加してきた。ただ松江市内においても旧松江市内では人口減少が緩やかだが、旧鹿島町や旧美保関町などの地域では人口減少が大きくなっている。
| 実施年 | 松江市人口(人) | 旧松江市人口(人) | 旧町村部人口(人) | 松江市増加数(人) | 旧松江市増加数(人) | 旧町村部増加数(人) | 松江市増加率(%) | 旧松江市増加率(%) | 旧町村部増加率(%) | 国内増加率(%) | 注釈 |
| ------ | -------------- | ---------------- | ---------------- | ---------------- | ------------------ | ------------------ | --------------- | ----------------- | ----------------- | ------------- | ---- |
| 1950年 | 159,374        | 97,307           | 62,067           | -                | -                  | -                  | -               | -                 | -                 | -             | -    |
| 1955年 | 166,907        | 103,771          | 63,136           | 7,533            | 6,464              | 1,069              | 4.7             | 6.6               | 1.7               | 7.3           |      |
| 1960年 | 168,375        | 106,476          | 61,899           | 1,468            | 2,705              | 1,237              | 0.9             | 2.6               | 2.0               | 4.6           |      |
| 1965年 | 169,153        | 110,534          | 58,619           | 778              | 4,058              | 3,280              | 0.5             | 3.8               | 5.3               | 5.2           |      |
| 1970年 | 175,399        | 118,005          | 57,394           | 6,246            | 7,471              | 1,225              | 3.7             | 6.8               | 2.1               | 5.5           |      |
| 1975年 | 184,157        | 127,440          | 56,717           | 8,758            | 9,435              | 677                | 5.0             | 8.0               | 1.2               | 7.9           |      |
| 1980年 | 194,173        | 135,568          | 58,605           | 10,016           | 8,128              | 1,888              | 5.4             | 6.4               | 3.4               | 4.6           |      |
| 1985年 | 201,026        | 140,005          | 61,021           | 6,853            | 4,437              | 2,416              | 3.5             | 3.3               | 4.1               | 3.4           |      |
| 1990年 | 203,298        | 142,956          | 60,342           | 2,272            | 2,951              | 679                | 1.1             | 2.1               | 1.1               | 2.1           |      |
| 1995年 | 206,718        | 147,416          | 59,302           | 3,420            | 4,460              | 1,040              | 1.7             | 3.1               | 1.7               | 1.6           |      |
| 2000年 | 211,564        | 152,616          | 58,948           | 4,846            | 5,200              | 354                | 2.3             | 3.5               | 0.6               | 1.1           |      |
| 2005年 | 210,796        | 151,362          | 59,434           | 768              | 1,254              | 486                | 0.4             | 0.8               | 0.8               | 0.7           |      |
| 2010年 | 208,613        | 150,815          | 57,798           | 2,183            | 547                | 1,636              | 1.0             | 0.4               | 2.8               | 0.2           |      |
| 2015年 | 206,230        | 149,918          | 56,312           | 2,383            | 897                | 1,486              | 1.1             | 0.6               | 2.6               | 0.8           |      |
| 2020年 | 203,616        | 148,631          | 54,985           | 2,614            | 1,287              | 1,327              | 1.3             | 0.9               | 2.4               | 0.8           |      |

### 秋田市との人口推移比較
島根県・秋田県は人口減少問題、立地などにおいて類似点が多い。秋田県の県庁所在地の秋田市と人口推移比較をして松江市の現況を考察する。島根県・秋田県共に1950年からの人口減少率は3割程で同様な人口減少率ではあるが、県庁所在地である松江市・秋田市両市では人口増加を果たしてきた。秋田市では1950年から現在に至るまで1.5倍近い人口増加を果たしてきたのに対して、松江市では1950年から現在に至るまで1.2倍程度の人口増加に留まっている。近隣の米子市や出雲市が近い都市規模を有している事もあり、松江市の求心力は弱く高度経済成長期からの人口増加は他の地方の県庁所在地の中でも低い水準にある。
| 実施年    | 松江市人口(人) | 秋田市人口(人) |  |
| --------- | -------------- | -------------- |  |
| 1950年    | 159,374        | 200,525        |  |
| 2025年7月 | 195,868        | 296,176        |  |
| 増加数    | 36,494         | 95,651         |  |
| 増加率    | 22.9           | 47.7           |  |

| 実施年    | 島根県人口(人) | 秋田県人口(人) |  |
| --------- | -------------- | -------------- |  |
| 1950年    | 912,551        | 1,309,031      |  |
| 2025年7月 | 634,514        | 881,992        |  |
| 増加数    | 278,037        | 427,039        |  |
| 増加率    | 30.5           | 32.6           |  |

## 気候

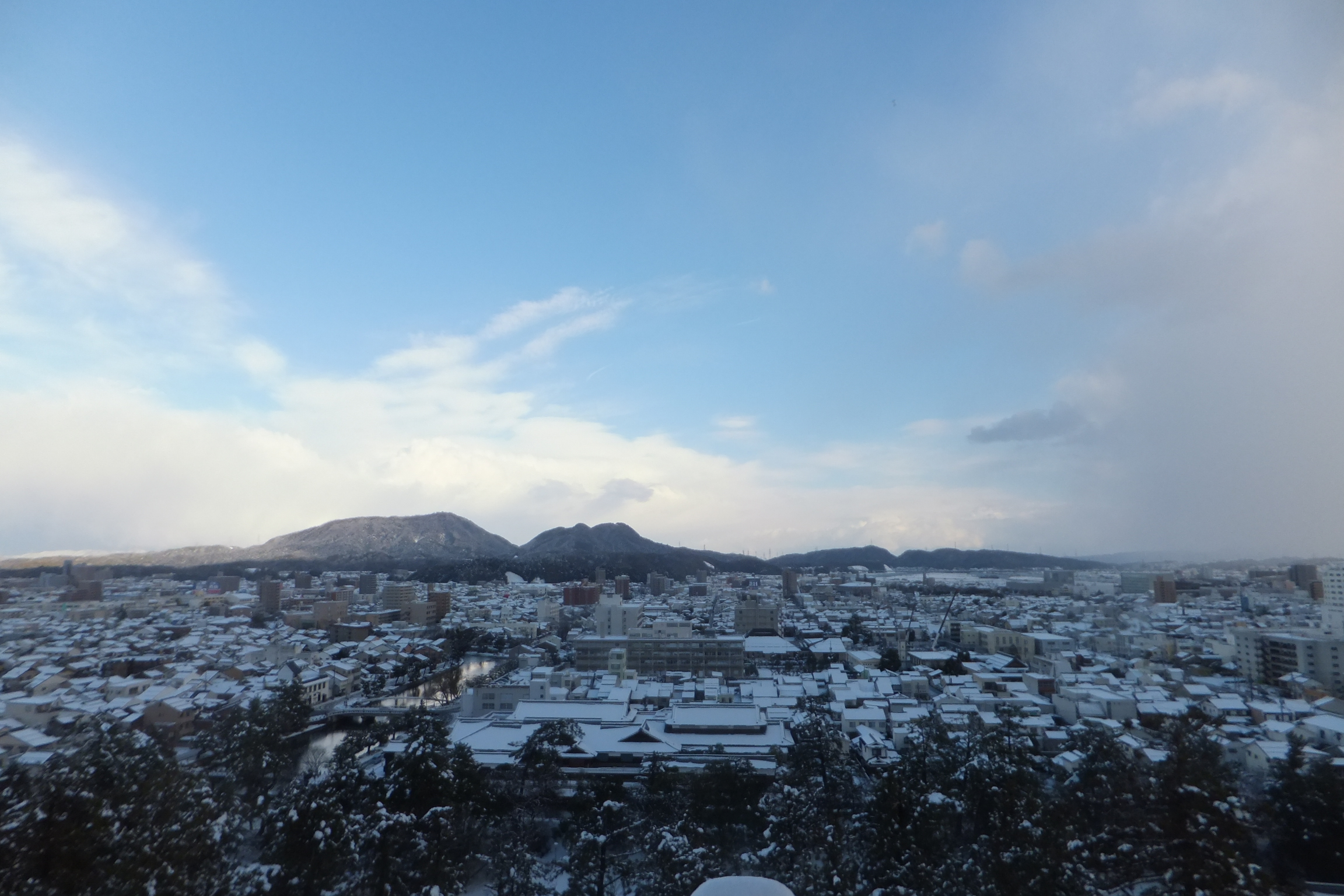
積雪時の松江市の中心部。

日本海側気候であり、冬は曇りや雨、雪の日が多く年間雪日数は約50日に達し、日本海寒帯気団収束帯 (JPCZ) の影響を受けやすい。ただし、大陸からの距離が比較的近いために雪雲がそれほど発達せず、また宍道湖や中海に囲まれる海洋性の影響から気温は比較的高く、年間降雪量は68cmと同じ山陰の鳥取市の140cmや米子市の95cmと比べると降雪量は少ない。松江市をはじめ島根県の日本海沿岸部は豪雪地帯には指定されておらず、平均的には10-20cm前後の積雪が一冬に数回ある程度である。大陸に近いことから西回り寒波の影響により平年を大幅に下回る真冬日になることもあり、冬の気温差が大きいのも特徴である。過去最深積雪は1971年（昭和46年）2月4日の100cmで唯一の積雪1m以上である。近年の大雪としては2011年（平成23年）1月1日の積雪56cmや2018年（平成30年）2月8日の積雪49cmが観測されている。
春から秋にかけては比較的好天の日が多い。夏は湿度が高く蒸し暑く、フェーン現象が起きると35度以上の猛暑日となることも珍しくない。
年間通して湿度が高く、年平均相対湿度は75％ と全国有数の高さとなっており、日照時間も少なく、美肌県と言われる所以ともなっている。
- 気温 - 最高 38.5℃ :1994年（平成6年）8月1日）、最低 -8.7℃ :1977年（昭和52年）2月19日
- 最大日降水量 - 263.8ミリ :1964年（昭和39年）7月18日
- 最大瞬間風速 - 56.5メートル毎秒 (m/s) :1991年（平成3年）9月27日（台風19号）
- 最深積雪 - 100センチ :1971年（昭和46年）2月4日
- 夏日最多日数 - 143日 :2024年（令和6年）
- 真夏日最多日数 - 81日 :2024年（令和6年）
- 猛暑日最多日数 - 22日 :1994年（平成6年）
- 熱帯夜最多日数 - 49日 :2024年（令和6年）
- 冬日最多日数 - 71日 :1948年（昭和23年）
- 真冬日最多日数 - 4日 :1977年（昭和52年）

| 松江地方気象台（松江市西津田、標高17m）の気候                | 松江地方気象台（松江市西津田、標高17m）の気候 | 松江地方気象台（松江市西津田、標高17m）の気候 | 松江地方気象台（松江市西津田、標高17m）の気候 | 松江地方気象台（松江市西津田、標高17m）の気候 | 松江地方気象台（松江市西津田、標高17m）の気候 | 松江地方気象台（松江市西津田、標高17m）の気候 | 松江地方気象台（松江市西津田、標高17m）の気候 | 松江地方気象台（松江市西津田、標高17m）の気候 | 松江地方気象台（松江市西津田、標高17m）の気候 | 松江地方気象台（松江市西津田、標高17m）の気候 | 松江地方気象台（松江市西津田、標高17m）の気候 | 松江地方気象台（松江市西津田、標高17m）の気候 | 松江地方気象台（松江市西津田、標高17m）の気候 |
| 月                                                           | 1月                                           | 2月                                           | 3月                                           | 4月                                           | 5月                                           | 6月                                           | 7月                                           | 8月                                           | 9月                                           | 10月                                          | 11月                                          | 12月                                          | 年                                            |
| ------------------------------------------------------------ | --------------------------------------------- | --------------------------------------------- | --------------------------------------------- | --------------------------------------------- | --------------------------------------------- | --------------------------------------------- | --------------------------------------------- | --------------------------------------------- | --------------------------------------------- | --------------------------------------------- | --------------------------------------------- | --------------------------------------------- | --------------------------------------------- |
| 最高気温記録 °C （°F）                                       | 20.6 (69.1)                                   | 24.7 (76.5)                                   | 26.4 (79.5)                                   | 30.7 (87.3)                                   | 32.4 (90.3)                                   | 35.1 (95.2)                                   | 37.2 (99)                                     | 38.5 (101.3)                                  | 36.1 (97)                                     | 32.1 (89.8)                                   | 28.1 (82.6)                                   | 23.4 (74.1)                                   | 38.5 (101.3)                                  |
| 平均最高気温 °C （°F）                                       | 8.3 (46.9)                                    | 9.4 (48.9)                                    | 13.1 (55.6)                                   | 18.5 (65.3)                                   | 23.2 (73.8)                                   | 26.2 (79.2)                                   | 29.8 (85.6)                                   | 31.6 (88.9)                                   | 27.1 (80.8)                                   | 22.0 (71.6)                                   | 16.5 (61.7)                                   | 10.9 (51.6)                                   | 19.7 (67.5)                                   |
| 日平均気温 °C （°F）                                         | 4.6 (40.3)                                    | 5.0 (41)                                      | 8.0 (46.4)                                    | 13.1 (55.6)                                   | 18.0 (64.4)                                   | 21.7 (71.1)                                   | 25.8 (78.4)                                   | 27.1 (80.8)                                   | 22.9 (73.2)                                   | 17.4 (63.3)                                   | 12.0 (53.6)                                   | 7.0 (44.6)                                    | 15.2 (59.4)                                   |
| 平均最低気温 °C （°F）                                       | 1.5 (34.7)                                    | 1.3 (34.3)                                    | 3.6 (38.5)                                    | 8.2 (46.8)                                    | 13.5 (56.3)                                   | 18.2 (64.8)                                   | 22.8 (73)                                     | 23.8 (74.8)                                   | 19.6 (67.3)                                   | 13.4 (56.1)                                   | 8.0 (46.4)                                    | 3.6 (38.5)                                    | 11.4 (52.5)                                   |
| 最低気温記録 °C （°F）                                       | −6.9 (19.6)                                   | −8.7 (16.3)                                   | −4.7 (23.5)                                   | −2.1 (28.2)                                   | 2.4 (36.3)                                    | 7.8 (46)                                      | 12.9 (55.2)                                   | 15.3 (59.5)                                   | 7.9 (46.2)                                    | 1.6 (34.9)                                    | −2.4 (27.7)                                   | −7.5 (18.5)                                   | −8.7 (16.3)                                   |
| 降水量 mm （inch）                                           | 153.3 (6.035)                                 | 118.4 (4.661)                                 | 134.0 (5.276)                                 | 113.0 (4.449)                                 | 130.3 (5.13)                                  | 173.0 (6.811)                                 | 234.1 (9.217)                                 | 129.6 (5.102)                                 | 204.1 (8.035)                                 | 126.1 (4.965)                                 | 121.6 (4.787)                                 | 154.5 (6.083)                                 | 1,791.9 (70.547)                              |
| 降雪量 cm （inch）                                           | 28 (11)                                       | 25 (9.8)                                      | 6 (2.4)                                       | 0 (0)                                         | 0 (0)                                         | 0 (0)                                         | 0 (0)                                         | 0 (0)                                         | 0 (0)                                         | 0 (0)                                         | 0 (0)                                         | 11 (4.3)                                      | 68 (26.8)                                     |
| 平均降水日数 （≥0.5 mm）                                     | 21.1                                          | 16.9                                          | 15.0                                          | 11.6                                          | 10.4                                          | 12.0                                          | 12.7                                          | 10.6                                          | 12.6                                          | 12.0                                          | 14.9                                          | 19.8                                          | 169.7                                         |
| 平均降雪日数                                                 | 18.2                                          | 14.3                                          | 6.6                                           | 0.4                                           | 0.0                                           | 0.0                                           | 0.0                                           | 0.0                                           | 0.0                                           | 0.0                                           | 0.4                                           | 9.8                                           | 50.5                                          |
| % 湿度                                                       | 76                                            | 74                                            | 72                                            | 70                                            | 71                                            | 78                                            | 80                                            | 77                                            | 79                                            | 76                                            | 76                                            | 76                                            | 75                                            |
| 平均月間日照時間                                             | 67.4                                          | 88.6                                          | 140.5                                         | 182.4                                         | 206.5                                         | 157.1                                         | 168.6                                         | 201.0                                         | 146.2                                         | 154.4                                         | 113.8                                         | 78.8                                          | 1,705.2                                       |
| 出典：気象庁（平均値：1991年 - 2020年、極値：1940年 - 現在） |                                               |                                               |                                               |                                               |                                               |                                               |                                               |                                               |                                               |                                               |                                               |                                               |                                               |

| 松江地方気象台（1961年 - 1990年）の気候 | 松江地方気象台（1961年 - 1990年）の気候 | 松江地方気象台（1961年 - 1990年）の気候 | 松江地方気象台（1961年 - 1990年）の気候 | 松江地方気象台（1961年 - 1990年）の気候 | 松江地方気象台（1961年 - 1990年）の気候 | 松江地方気象台（1961年 - 1990年）の気候 | 松江地方気象台（1961年 - 1990年）の気候 | 松江地方気象台（1961年 - 1990年）の気候 | 松江地方気象台（1961年 - 1990年）の気候 | 松江地方気象台（1961年 - 1990年）の気候 | 松江地方気象台（1961年 - 1990年）の気候 | 松江地方気象台（1961年 - 1990年）の気候 | 松江地方気象台（1961年 - 1990年）の気候 |
| 月                                      | 1月                                     | 2月                                     | 3月                                     | 4月                                     | 5月                                     | 6月                                     | 7月                                     | 8月                                     | 9月                                     | 10月                                    | 11月                                    | 12月                                    | 年                                      |
| --------------------------------------- | --------------------------------------- | --------------------------------------- | --------------------------------------- | --------------------------------------- | --------------------------------------- | --------------------------------------- | --------------------------------------- | --------------------------------------- | --------------------------------------- | --------------------------------------- | --------------------------------------- | --------------------------------------- | --------------------------------------- |
| 平均最高気温 °C （°F）                  | 7.3 (45.1)                              | 8.0 (46.4)                              | 11.8 (53.2)                             | 18.0 (64.4)                             | 22.5 (72.5)                             | 25.3 (77.5)                             | 29.4 (84.9)                             | 31.1 (88)                               | 26.4 (79.5)                             | 21.1 (70)                               | 15.8 (60.4)                             | 10.5 (50.9)                             | 19.0 (66.2)                             |
| 日平均気温 °C （°F）                    | 3.7 (38.7)                              | 4.0 (39.2)                              | 6.9 (44.4)                              | 12.5 (54.5)                             | 17.1 (62.8)                             | 20.9 (69.6)                             | 25.2 (77.4)                             | 26.5 (79.7)                             | 22.0 (71.6)                             | 16.1 (61)                               | 11.0 (51.8)                             | 6.4 (43.5)                              | 14.3 (57.7)                             |
| 平均最低気温 °C （°F）                  | 0.5 (32.9)                              | 0.6 (33.1)                              | 2.5 (36.5)                              | 7.7 (45.9)                              | 12.4 (54.3)                             | 17.3 (63.1)                             | 22.1 (71.8)                             | 22.9 (73.2)                             | 18.5 (65.3)                             | 12.0 (53.6)                             | 6.9 (44.4)                              | 2.7 (36.9)                              | 10.5 (50.9)                             |
| 降水量 mm （inch）                      | 151.1 (5.949)                           | 136.5 (5.374)                           | 126.8 (4.992)                           | 124.0 (4.882)                           | 119.6 (4.709)                           | 196.0 (7.717)                           | 268.3 (10.563)                          | 145.4 (5.724)                           | 216.3 (8.516)                           | 135.0 (5.315)                           | 137.8 (5.425)                           | 137.9 (5.429)                           | 1,894.8 (74.598)                        |
| % 湿度                                  | 76                                      | 76                                      | 74                                      | 73                                      | 74                                      | 80                                      | 82                                      | 79                                      | 81                                      | 79                                      | 79                                      | 77                                      | 77                                      |
| 平均月間日照時間                        | 72                                      | 84                                      | 144                                     | 181                                     | 216                                     | 172                                     | 188                                     | 215                                     | 153                                     | 160                                     | 111                                     | 84                                      | 1,782                                   |
| 出典：[理科年表 平成10年版]             |                                         |                                         |                                         |                                         |                                         |                                         |                                         |                                         |                                         |                                         |                                         |                                         |                                         |

## 歴史
乃白町の田和山遺跡、大庭町の茶臼山周辺に点在する古墳群、大草町の出雲国庁跡、竹矢町の国分寺跡など古代から奈良時代の多くの遺跡が松江市南部の意宇川下流域、中海周辺で発見されている。縄文時代からの遺跡も中海、宍道湖周辺には多い。国宝の本殿を有する神魂神社は出雲大社の元の地である。最古の埴輪も発見され、風土記以前からの朝酌の市など、中海圏域が古くからアジアとの玄関口として栄えただろうことを窺い知ることができる。また黄泉比良坂など神話に出てくる地も多く残る。中海から来て大橋川にいたるところの「矢田の渡し」は風土記の時代からいまだ現存し動いている。出雲王朝ー大国主命や事代主神から大和王朝に権力が譲られたという「国ゆずり」の神話による「青柴垣神事」「諸手船神事」は今も美保関町で行われている。
室町時代は出雲守護を代々継承した京極家の守護所が置かれた。戦国時代には京極家分家の尼子家（守護代）が台頭したため支配下に置かれる。
本格的に開発が進んだのは、堀尾吉晴が1607年（慶長12年）- 1611年（慶長16年）に足かけ5年をかけて、松江城及びその城下町の建設を行って以降のことである。1634年（寛永11年）京極忠高が若狭小浜藩より転封となり、松江藩主となる。城下は近世都市として整備され、山陰の都として栄えた。
江戸時代中期以降は親藩越前松平家（松江藩）の城下町として栄える。中でも有名な藩主が「松平不昧公」の異名を持つ松平治郷である。明治時代になると、松江は島根県の県庁所在地となった。小泉八雲が訪れたのもこの時代である。

### 年表
- 1874年（明治7年）6月8日 - 雑賀町から出火。暴風に煽られて2000戸が焼亡[4]。
- 1889年（明治22年）
  - 5月 - 第1回市議会が開会。
  - 6月 - 殿町勧業展覧場を借り、市役所を開庁する。
- 1893年（明治26年）5月 - 殿町に市庁舎が落成。
- 1908年（明治31年）
  - 10月 - 松江衛戍病院（現:国立病院機構松江医療センター）が開院。
  - 11月 - 安来～松江間に鉄道が開通。
- 1909年（明治42年）11月 - 松江～宍道間に鉄道が開通。
- 1918年（大正7年）6月 - 上水道の一部が完成し、給水開始[5]。
- 1928年（昭和3年） - 都市計画法（旧法）に基づく都市計画の策定が始まる[6]。
- 1928年（昭和3年）
  - 3月 - 片倉工業が地元有力者らと松江片倉製糸（後の片倉工業松江工場）を設立し進出。
  - 4月 - 一畑軽便鉄道小境灘～北松江（現:松江しんじ湖温泉）間が開通。
- 1929年（昭和4年）4月 - 市が民営バス2社を買収し、市営バス事業（現:松江市交通局）を開始。
- 1930年（昭和5年）4月 - 市営ガス事業（現:松江市ガス局）を開始。
- 1931年（昭和6年）
  - 5月16日 - 市内で大火。家屋672戸が全焼[7]
  - 8月 - 松江観光協会が発足。
- 1932年（昭和7年）3月 - 日本放送協会松江放送局（NHK松江放送局）が開局。
- 1934年（昭和9年）4月 - 市公会堂が完成。
- 1936年（昭和11年）4月 - 日本赤十字社島根県支部病院（現:松江赤十字病院）が発足。
- 1945年（昭和20年）8月 - 松江騒擾事件が発生し、島根県庁が全焼するなどの被害を受ける。
- 1947年（昭和22年）11月 - 昭和天皇が市内を行幸（昭和天皇の戦後巡幸）。国立松江病院、片倉工業製糸工場、松江市立高等女学校などを訪問。松江城大手前広場には市民奉迎場が設けられた[8]。
- 1948年（昭和23年）
  - 3月 - 松江市警察が設置される。
  - 4月 - 市が日本医療団松江病院を買収し、松江市立病院を開設する。
- 1949年（昭和24年）4月 - 松江市消防本部が設置される。
- 1950年（昭和25年）5月 - 松江競輪場が開設される。
- 1951年（昭和26年）
  - 3月 - 国際文化観光都市に制定される。
  - 4月 - 島根県立島根農科大学（現:島根大学農学部）が開学。
- 1952年（昭和27年）11月 - 松江市教育委員会が発足。
- 1953年（昭和28年）
  - 4月 - 島根農林大学女子家政短期大学部（現:島根県立大学短期大学部）が開学。
  - 8月 - 松江競輪場が廃止される。
- 1958年（昭和33年）10月 - 一畑百貨店（現:一畑百貨店松江店）がオープン。
- 1959年（昭和34年）10月 - NHK松江放送局が総合テレビ放送を開始。
- 1962年（昭和37年）
  - 9月 - 市庁舎が完成。
  - 12月 - NHK松江放送局が教育テレビ放送開始。
- 1965年（昭和40年）11月 - 市民憲章を制定。
- 1966年（昭和41年）4月 - 松下電器産業が松江松下電器産業（現:パナソニックデバイスソリューション事業部松江）を設立し進出。
- 1967年（昭和42年）8月 - 宝塚市と姉妹都市提携を締結。
- 1968年（昭和43年）9月 - 島根県民会館が開館。
- 1970年（昭和45年）
  - 4月 - 島根放送（1972年に山陰中央テレビジョン放送に改称）が開局。
  - 11月 - 松江市観光開発公社が設立される。
- 1973年（昭和48年）4月 - 松江地区消防組合が発足。
- 1974年（昭和49年）6月 - 市の花（つばき）、市の木（松）を制定。
- 1977年（昭和52年）3月 - 松江駅が高架駅となる。
- 1978年（昭和53年）9月 - 松江市営野球場が竣工。
- 1979年（昭和54年） - 片倉工業松江工場が閉鎖。
- 1980年（昭和55年）
  - 3月 - 松江駅付近連続立体交差化事業が完成。
  - 9月 - 市庁舎別館が竣工。
- 1981年（昭和56年）3月 - 松江市営陸上競技場が竣工。
- 1985年（昭和60年）4月 - 市総合福祉センターが完成。
- 1986年（昭和61年）
  - 5月 - 松江市総合文化センター プラバホールが開館。
  - 10月 - エフエム山陰が開局。
- 1988年（昭和63年）7月 - 松江市斎場が竣工。
- 1989年（平成元年）4月 - 第21回全国菓子大博覧会（松江菓子博）が開幕。
- 1990年（平成2年）10月 - 松江ナカバヤシ（島根ナカバヤシ松江工場）が操業開始。
- 1993年（平成5年）
  - 3月 - 島根県立美術館が開館。
  - 8月 - 島根県立産業交流会館が開館。
- 1994年（平成6年）5月 - 松江サティ（現:イオン松江ショッピングセンター）がオープン。
- 1995年（平成7年）7月 - 島根県立東部総合福祉センター（いきいきプラザ島根）が開館。
- 1997年（平成9年）2月 - 松江市文化協会が発足。
- 1998年（平成10年）10月 - リサイクルごみの分別収集を開始。
- 1999年（平成11年）7月 - 市子育て支援センターが開所。
- 2000年（平成12年）
  - 4月 - 市指定ごみ袋制度を導入。松江勤労者総合福祉センター（松江テルサ）が開館。
  - 6月 - 市障害者生活支援センターが開所。
- 2001年（平成13年）
  - 7月 - 松江フォーゲルパークがオープン。
  - 10月 - ソフトビジネスパーク島根がオープン。
- 2002年（平成14年）
  - 7月 - ベルシステム24松江ソリューションセンターが操業開始。
  - 12月 - 総合窓口センターがオープン。
- 2004年（平成16年）
  - 2月 - 松江コミュニティバス運行開始
  - 6月 - 市青少年支援センターがオープン。
- 2005年（平成17年）8月 - 新市立病院･保健福祉総合センターが開館。
  - 8月 - 松江市立病院が市街中心部の灘町から市街地南端の乃白町へ新築移転。
- 2006年（平成18年）
  - 4月 - 市民活動センターが開館。
  - 7月 - 市開発交流プラザを開設。
  - 10月 - 市民憲章及び市の花･木･魚介を制定。
- 2007年（平成19年）4月 - 松江イングリッシュガーデンがオープン。
- 2010年（平成22年）10月 - 島根スサノオマジックがbjリーグに加盟。
- 2011年（平成23年）
  - 3月 - 松江歴史館が開館。新ごみ処理施設エコクリーン松江が完成。
  - 4月 - 市発達･教育相談センター「エスコ」が開所。
  - 12月 - 「松江市の歌」を制定。
- 2012年（平成24年）
  - 2月 - 尾道市と姉妹都市提携を締結。
  - 4月 - 特例市に移行。
- 2013年（平成25年）
  - 6月 - まつえ産業支援センターが開所。
- 2015年（平成27年）
  - 3月 - やまなみ街道が全線開通。
  - 8月 - 大口町と姉妹都市提携を締結。
- 2018年（平成30年）4月 - 中核市に移行。大阪健康福祉短期大学松江キャンパスが設置される。

### 行政区域の変遷
現在の市域はかつての島根郡の全域、意宇郡のほぼ全域、秋鹿郡の大部分にあたる。なお、島根郡、意宇郡、秋鹿郡は1896年（明治29年）4月1日に八束郡となっている。
- 1889年（明治22年）4月1日 - 市制の施行により松江城下町および意宇郡松江分の一部[注釈 1]、意宇郡西津田村の一部[注釈 2]、意宇郡乃木村の一部[注釈 3]と島根郡末次村の一部[注釈 4]、島根郡奥谷村の一部[注釈 5]、島根郡西川津村の一部[注釈 6]の区域をもって松江市が発足[9]。全国で最初に市制を施行した31市のうちの1市である。
- 1934年（昭和9年）12月1日 - 八束郡津田村を編入。
- 1939年（昭和14年）
  - 2月11日 - 八束郡川津村を編入。
  - 11月1日 - 八束郡朝酌村を編入。
- 1948年（昭和23年）10月10日 - 八束郡法吉村を編入。
- 1950年（昭和25年）9月21日 - 八束郡竹矢村・乃木村を編入。
- 1951年（昭和26年）4月1日 - 八束郡忌部村および大庭村の一部を編入。
- 1953年（昭和28年）4月1日 - 八束郡生馬村・持田村を編入。
- 1955年（昭和30年）3月10日 - 八束郡本庄村・古江村を編入。
- 1959年（昭和34年）4月1日
  - 簸川郡鹿島町大字名分の一部が松江市に編入[9]。
  - 上佐陀町の一部を簸川郡鹿島町へ編入[9]。
- 1960年（昭和35年）8月1日 - 八束郡秋鹿村・大野村を編入。
- 1979年（昭和54年）12月24日
  - 簸川郡東出雲町大字今宮の一部が松江市に編入[9]。
  - 大草町および竹矢町の一部を簸川郡東出雲町へ編入[9]。
- 1992年（平成4年）5月25日 - 松江市・安来市・美保関町・東出雲町・八束町間で、中海上の境界が確定[9]。
- 1996年（平成8年）9月19日 - 松江市・出雲市・平田市・簸川郡斐川町・八束郡宍道町・玉湯町間で、宍道湖上の境界が確定[9]。
- 2005年（平成17年）
  - 3月31日 - 八束郡鹿島町・島根町・美保関町・八雲村・玉湯町・宍道町・八束町と新設合併し、改めて松江市が発足。
- 2011年（平成23年）8月1日 - 八束郡東出雲町を編入。これにより、八束郡が消滅。

| 旧 郡    | 明治以前   | 明治以前     | 明治初年 - 明治22年       | 明治22年 4月1日 町村制施行 松江市発足 | 明治22年 - 大正15年          | 昭和元年 - 昭和19年          | 昭和20年 - 昭和29年           | 昭和30年 - 昭和39年          | 昭和40年 - 昭和64年        | 平成元年 - 現在             | 現在   |
| -------- | ---------- | ------------ | ------------------------- | ------------------------------------- | ---------------------------- | ---------------------------- | ----------------------------- | ---------------------------- | -------------------------- | --------------------------- | ------ |
| 意 宇 郡 | 揖屋村     | 揖屋村       | 揖屋村                    | 揖屋村                                | 揖屋村                       | 昭和10年1月1日 町制 揖屋町   | 昭和29年4月1日 東出雲町       | 揖屋町                       | 東出雲町                   | 平成23年8月1日 松江市に編入 | 松江市 |
| 意 宇 郡 | 下意東村   | 一部         | 下意東村                  | 意東村                                | 意東村                       | 意東村                       | 昭和29年4月1日 東出雲町       | 揖屋町                       | 東出雲町                   | 平成23年8月1日 松江市に編入 | 松江市 |
| 意 宇 郡 | 上意東村   | 上意東村     | 上意東村                  | 意東村                                | 意東村                       | 意東村                       | 昭和29年4月1日 東出雲町       | 揖屋町                       | 東出雲町                   | 平成23年8月1日 松江市に編入 | 松江市 |
| 意 宇 郡 | 出雲郷村   | 出雲郷村     | 出雲郷村                  | 出雲郷村                              | 出雲郷村                     | 出雲郷村                     | 昭和29年4月1日 東出雲町       | 揖屋町                       | 東出雲町                   | 平成23年8月1日 松江市に編入 | 松江市 |
| 意 宇 郡 | 春日村     | 春日村       | 春日村                    | 出雲郷村                              | 出雲郷村                     | 出雲郷村                     | 昭和29年4月1日 東出雲町       | 揖屋町                       | 東出雲町                   | 平成23年8月1日 松江市に編入 | 松江市 |
| 意 宇 郡 | 玉造村     | 玉造村       | 玉造村                    | 玉造村                                | 明治38年4月1日 玉湯村        | 玉湯村                       | 玉湯村                        | 昭和34年1月1日 町制 玉湯町   | 玉湯町                     | 平成17年3月31日 松江市      | 松江市 |
| 意 宇 郡 | 大谷村     | 大谷村       | 大谷村                    | 玉造村                                | 明治38年4月1日 玉湯村        | 玉湯村                       | 玉湯村                        | 昭和34年1月1日 町制 玉湯町   | 玉湯町                     | 平成17年3月31日 松江市      | 松江市 |
| 意 宇 郡 | 湯町       | 湯町         | 湯町                      | 湯町村                                | 明治38年4月1日 玉湯村        | 玉湯村                       | 玉湯村                        | 昭和34年1月1日 町制 玉湯町   | 玉湯町                     | 平成17年3月31日 松江市      | 松江市 |
| 意 宇 郡 | 湯町村     | 湯町村       | 明治8年9月5日 湯町村      | 湯町村                                | 明治38年4月1日 玉湯村        | 玉湯村                       | 玉湯村                        | 昭和34年1月1日 町制 玉湯町   | 玉湯町                     | 平成17年3月31日 松江市      | 松江市 |
| 意 宇 郡 | 面白村     |              | 明治8年9月5日 湯町村      | 湯町村                                | 明治38年4月1日 玉湯村        | 玉湯村                       | 玉湯村                        | 昭和34年1月1日 町制 玉湯町   | 玉湯町                     | 平成17年3月31日 松江市      | 松江市 |
| 意 宇 郡 | 布志名村   | 布志名村     | 布志名村                  | 湯町村                                | 明治38年4月1日 玉湯村        | 玉湯村                       | 玉湯村                        | 昭和34年1月1日 町制 玉湯町   | 玉湯町                     | 平成17年3月31日 松江市      | 松江市 |
| 意 宇 郡 | 林村       | 林村         | 林村                      | 湯町村                                | 明治38年4月1日 玉湯村        | 玉湯村                       | 玉湯村                        | 昭和34年1月1日 町制 玉湯町   | 玉湯町                     | 平成17年3月31日 松江市      | 松江市 |
| 意 宇 郡 | 宍道町     | 宍道町       | 宍道町                    | 宍道村                                | 宍道村                       | 昭和2年11月1日 町制 宍道町   | 宍道町                        | 昭和30年4月3日 宍道町        | 宍道町                     | 平成17年3月31日 松江市      | 松江市 |
| 意 宇 郡 | 宍道村     | 宍道村       | 宍道村                    | 宍道村                                | 宍道村                       | 昭和2年11月1日 町制 宍道町   | 宍道町                        | 昭和30年4月3日 宍道町        | 宍道町                     | 平成17年3月31日 松江市      | 松江市 |
| 意 宇 郡 | 白石村     | 白石村       | 白石村                    | 宍道村                                | 宍道村                       | 昭和2年11月1日 町制 宍道町   | 宍道町                        | 昭和30年4月3日 宍道町        | 宍道町                     | 平成17年3月31日 松江市      | 松江市 |
| 意 宇 郡 | 佐々布村   | 佐々布村     | 佐々布村                  | 宍道村                                | 宍道村                       | 昭和2年11月1日 町制 宍道町   | 宍道町                        | 昭和30年4月3日 宍道町        | 宍道町                     | 平成17年3月31日 松江市      | 松江市 |
| 意 宇 郡 | 伊志見村   | 伊志見村     | 伊志見村                  | 宍道村                                | 宍道村                       | 昭和2年11月1日 町制 宍道町   | 宍道町                        | 昭和30年4月3日 宍道町        | 宍道町                     | 平成17年3月31日 松江市      | 松江市 |
| 意 宇 郡 | 上来海村   | 上来海村     | 上来海村                  | 来海村                                | 明治26年7月9日 改称 来待村   | 来待村                       | 来待村                        | 昭和30年4月3日 宍道町        | 宍道町                     | 平成17年3月31日 松江市      | 松江市 |
| 意 宇 郡 | 東来海村   | 東来海村     | 東来海村                  | 来海村                                | 明治26年7月9日 改称 来待村   | 来待村                       | 来待村                        | 昭和30年4月3日 宍道町        | 宍道町                     | 平成17年3月31日 松江市      | 松江市 |
| 意 宇 郡 | 西来海村   | 西来海村     | 西来海村                  | 来海村                                | 明治26年7月9日 改称 来待村   | 来待村                       | 来待村                        | 昭和30年4月3日 宍道町        | 宍道町                     | 平成17年3月31日 松江市      | 松江市 |
| 意 宇 郡 | 入江村     | 入江村       | 入江村                    | 波入村                                | 波入村                       | 昭和4年1月1日 八束村         | 八束村                        | 八束村                       | 昭和45年4月1日 町制 八束町 | 平成17年3月31日 松江市      | 松江市 |
| 意 宇 郡 | 波入浦     | 波入浦       | 波入浦                    | 波入村                                | 波入村                       | 昭和4年1月1日 八束村         | 八束村                        | 八束村                       | 昭和45年4月1日 町制 八束町 | 平成17年3月31日 松江市      | 松江市 |
| 意 宇 郡 | 遅江村     | 遅江村       | 遅江村                    | 波入村                                | 波入村                       | 昭和4年1月1日 八束村         | 八束村                        | 八束村                       | 昭和45年4月1日 町制 八束町 | 平成17年3月31日 松江市      | 松江市 |
| 意 宇 郡 | 二子村     | 二子村       | 二子村                    | 二子村                                | 二子村                       | 昭和4年1月1日 八束村         | 八束村                        | 八束村                       | 昭和45年4月1日 町制 八束町 | 平成17年3月31日 松江市      | 松江市 |
| 意 宇 郡 | 寺津村     | 寺津村       | 寺津村                    | 二子村                                | 二子村                       | 昭和4年1月1日 八束村         | 八束村                        | 八束村                       | 昭和45年4月1日 町制 八束町 | 平成17年3月31日 松江市      | 松江市 |
| 意 宇 郡 | 亀尻村     | 亀尻村       | 亀尻村                    | 二子村                                | 二子村                       | 昭和4年1月1日 八束村         | 八束村                        | 八束村                       | 昭和45年4月1日 町制 八束町 | 平成17年3月31日 松江市      | 松江市 |
| 意 宇 郡 | 馬渡村     | 馬渡村       | 馬渡村                    | 二子村                                | 二子村                       | 昭和4年1月1日 八束村         | 八束村                        | 八束村                       | 昭和45年4月1日 町制 八束町 | 平成17年3月31日 松江市      | 松江市 |
| 意 宇 郡 | 江島村     | 江島村       | 江島村                    | 二子村                                | 二子村                       | 昭和4年1月1日 八束村         | 八束村                        | 八束村                       | 昭和45年4月1日 町制 八束町 | 平成17年3月31日 松江市      | 松江市 |
| 意 宇 郡 | 西岩坂村   | 西岩坂村     | 西岩坂村                  | 岩坂村                                | 岩坂村                       | 岩坂村                       | 昭和26年4月1日 八雲村         | 八雲村                       | 八雲村                     | 平成17年3月31日 松江市      | 松江市 |
| 意 宇 郡 | 東岩坂村   | 東岩坂村     | 東岩坂村                  | 岩坂村                                | 岩坂村                       | 岩坂村                       | 昭和26年4月1日 八雲村         | 八雲村                       | 八雲村                     | 平成17年3月31日 松江市      | 松江市 |
| 意 宇 郡 | 日吉村     | 日吉村       | 日吉村                    | 岩坂村                                | 岩坂村                       | 岩坂村                       | 昭和26年4月1日 八雲村         | 八雲村                       | 八雲村                     | 平成17年3月31日 松江市      | 松江市 |
| 意 宇 郡 | 熊野村     | 熊野村       | 熊野村                    | 熊野村                                | 熊野村                       | 熊野村                       | 昭和26年4月1日 八雲村         | 八雲村                       | 八雲村                     | 平成17年3月31日 松江市      | 松江市 |
| 意 宇 郡 | 平原村     | 平原村       | 平原村                    | 大庭村                                | 大庭村                       | 大庭村                       | 昭和26年4月1日 八雲村         | 八雲村                       | 八雲村                     | 平成17年3月31日 松江市      | 松江市 |
| 意 宇 郡 | 大庭村     | 大庭村       | 大庭村                    | 大庭村                                | 大庭村                       | 大庭村                       | 昭和26年4月1日 松江市に編入   | 松江市                       | 松江市                     | 平成17年3月31日 松江市      | 松江市 |
| 意 宇 郡 | 佐草村     | 佐草村       | 佐草村                    | 大庭村                                | 大庭村                       | 大庭村                       | 昭和26年4月1日 松江市に編入   | 松江市                       | 松江市                     | 平成17年3月31日 松江市      | 松江市 |
| 意 宇 郡 | 山代村     | 山代村       | 山代村                    | 大庭村                                | 大庭村                       | 大庭村                       | 昭和26年4月1日 松江市に編入   | 松江市                       | 松江市                     | 平成17年3月31日 松江市      | 松江市 |
| 意 宇 郡 | 大草村     | 大草村       | 大草村                    | 大庭村                                | 大庭村                       | 大庭村                       | 昭和26年4月1日 松江市に編入   | 松江市                       | 松江市                     | 平成17年3月31日 松江市      | 松江市 |
| 意 宇 郡 | 東忌部村   | 東忌部村     | 東忌部村                  | 忌部村                                | 忌部村                       | 忌部村                       | 昭和26年4月1日 松江市に編入   | 松江市                       | 松江市                     | 平成17年3月31日 松江市      | 松江市 |
| 意 宇 郡 | 西忌部村   | 西忌部村     | 西忌部村                  | 忌部村                                | 忌部村                       | 忌部村                       | 昭和26年4月1日 松江市に編入   | 松江市                       | 松江市                     | 平成17年3月31日 松江市      | 松江市 |
| 意 宇 郡 | 竹矢村     | 竹矢村       | 竹矢村                    | 竹矢村                                | 竹矢村                       | 竹矢村                       | 昭和25年9月21日 松江市に編入  | 松江市                       | 松江市                     | 平成17年3月31日 松江市      | 松江市 |
| 意 宇 郡 | 矢田村     | 矢田村       | 矢田村                    | 竹矢村                                | 竹矢村                       | 竹矢村                       | 昭和25年9月21日 松江市に編入  | 松江市                       | 松江市                     | 平成17年3月31日 松江市      | 松江市 |
| 意 宇 郡 | 八幡村     | 八幡村       | 八幡村                    | 竹矢村                                | 竹矢村                       | 竹矢村                       | 昭和25年9月21日 松江市に編入  | 松江市                       | 松江市                     | 平成17年3月31日 松江市      | 松江市 |
| 意 宇 郡 | 馬潟村     | 馬潟村       | 馬潟村                    | 竹矢村                                | 竹矢村                       | 竹矢村                       | 昭和25年9月21日 松江市に編入  | 松江市                       | 松江市                     | 平成17年3月31日 松江市      | 松江市 |
| 意 宇 郡 | 乃木村     | 一部         | 乃木村                    | 松江市                                | 松江市                       | 松江市                       | 松江市                        | 松江市                       | 松江市                     | 平成17年3月31日 松江市      | 松江市 |
| 意 宇 郡 | 乃木村     | 一部を除く   | 乃木村                    | 乃木村                                | 乃木村                       | 乃木村                       | 昭和25年9月21日 松江市に編入  | 松江市                       | 松江市                     | 平成17年3月31日 松江市      | 松江市 |
| 意 宇 郡 | 福富村     | 福富村       | 福富村                    | 乃木村                                | 乃木村                       | 乃木村                       | 昭和25年9月21日 松江市に編入  | 松江市                       | 松江市                     | 平成17年3月31日 松江市      | 松江市 |
| 意 宇 郡 | 乃白村     | 乃白村       | 乃白村                    | 乃木村                                | 乃木村                       | 乃木村                       | 昭和25年9月21日 松江市に編入  | 松江市                       | 松江市                     | 平成17年3月31日 松江市      | 松江市 |
| 意 宇 郡 | 松江分     | 一部         | 松江分                    | 乃木村                                | 乃木村                       | 乃木村                       | 昭和25年9月21日 松江市に編入  | 松江市                       | 松江市                     | 平成17年3月31日 松江市      | 松江市 |
| 意 宇 郡 | 松江分     | 一部         | 松江分                    | 松江市                                | 松江市                       | 松江市                       | 松江市                        | 松江市                       | 松江市                     | 平成17年3月31日 松江市      | 松江市 |
| 意 宇 郡 | 松江分     | 一部         | 松江分                    | 津田村                                | 津田村                       | 昭和9年12月1日 松江市に編入  | 松江市                        | 松江市                       | 松江市                     | 平成17年3月31日 松江市      | 松江市 |
| 意 宇 郡 | 古志原村   | 古志原村     | 古志原村                  | 津田村                                | 津田村                       | 昭和9年12月1日 松江市に編入  | 松江市                        | 松江市                       | 松江市                     | 平成17年3月31日 松江市      | 松江市 |
| 意 宇 郡 | 東津田村   | 東津田村     | 東津田村                  | 津田村                                | 津田村                       | 昭和9年12月1日 松江市に編入  | 松江市                        | 松江市                       | 松江市                     | 平成17年3月31日 松江市      | 松江市 |
| 意 宇 郡 | 西津田村   | 一部を除く   | 西津田村                  | 津田村                                | 津田村                       | 昭和9年12月1日 松江市に編入  | 松江市                        | 松江市                       | 松江市                     | 平成17年3月31日 松江市      | 松江市 |
| 意 宇 郡 | 西津田村   | 一部         | 西津田村                  | 松江市                                | 松江市                       | 松江市                       | 松江市                        | 松江市                       | 松江市                     | 平成17年3月31日 松江市      | 松江市 |
| 意 宇 郡 | 松江城下町 | 意宇郡所属分 | 松江城下町                | 松江市                                | 松江市                       | 松江市                       | 松江市                        | 松江市                       | 松江市                     | 平成17年3月31日 松江市      | 松江市 |
| 島 根 郡 | 松江城下町 | 島根郡所属分 | 松江城下町                | 松江市                                | 松江市                       | 松江市                       | 松江市                        | 松江市                       | 松江市                     | 平成17年3月31日 松江市      | 松江市 |
| 島 根 郡 | 末次村     | 一部         | 末次村                    | 松江市                                | 松江市                       | 松江市                       | 松江市                        | 松江市                       | 松江市                     | 平成17年3月31日 松江市      | 松江市 |
| 島 根 郡 | 末次村     | 一部を除く   | 末次村                    | 法吉村                                | 法吉村                       | 法吉村                       | 昭和23年10月10日 松江市に編入 | 松江市                       | 松江市                     | 平成17年3月31日 松江市      | 松江市 |
| 島 根 郡 | 法吉村     | 法吉村       | 法吉村                    | 法吉村                                | 法吉村                       | 法吉村                       | 昭和23年10月10日 松江市に編入 | 松江市                       | 松江市                     | 平成17年3月31日 松江市      | 松江市 |
| 島 根 郡 | 黒田村     | 黒田村       | 黒田村                    | 法吉村                                | 法吉村                       | 法吉村                       | 昭和23年10月10日 松江市に編入 | 松江市                       | 松江市                     | 平成17年3月31日 松江市      | 松江市 |
| 島 根 郡 | 国屋村     | 国屋村       | 国屋村                    | 法吉村                                | 法吉村                       | 法吉村                       | 昭和23年10月10日 松江市に編入 | 松江市                       | 松江市                     | 平成17年3月31日 松江市      | 松江市 |
| 島 根 郡 | 比津村     | 比津村       | 比津村                    | 法吉村                                | 法吉村                       | 法吉村                       | 昭和23年10月10日 松江市に編入 | 松江市                       | 松江市                     | 平成17年3月31日 松江市      | 松江市 |
| 島 根 郡 | 春日村     | 春日村       | 春日村                    | 法吉村                                | 法吉村                       | 法吉村                       | 昭和23年10月10日 松江市に編入 | 松江市                       | 松江市                     | 平成17年3月31日 松江市      | 松江市 |
| 島 根 郡 | 奥谷村     | 一部を除く   | 奥谷村                    | 法吉村                                | 法吉村                       | 法吉村                       | 昭和23年10月10日 松江市に編入 | 松江市                       | 松江市                     | 平成17年3月31日 松江市      | 松江市 |
| 島 根 郡 | 奥谷村     | 一部         | 奥谷村                    | 松江市                                | 松江市                       | 松江市                       | 松江市                        | 松江市                       | 松江市                     | 平成17年3月31日 松江市      | 松江市 |
| 島 根 郡 | 西川津村   | 一部         | 西川津村                  | 松江市                                | 松江市                       | 松江市                       | 松江市                        | 松江市                       | 松江市                     | 平成17年3月31日 松江市      | 松江市 |
| 島 根 郡 | 西川津村   | 一部を除く   | 西川津村                  | 西川津村                              | 明治36年4月1日 川津村        | 昭和14年2月11日 松江市に編入 | 松江市                        | 松江市                       | 松江市                     | 平成17年3月31日 松江市      | 松江市 |
| 島 根 郡 | 菅田村     | 菅田村       | 菅田村                    | 西川津村                              | 明治36年4月1日 川津村        | 昭和14年2月11日 松江市に編入 | 松江市                        | 松江市                       | 松江市                     | 平成17年3月31日 松江市      | 松江市 |
| 島 根 郡 | 上東川津村 | 上東川津村   | 上東川津村                | 東川津村                              | 明治36年4月1日 川津村        | 昭和14年2月11日 松江市に編入 | 松江市                        | 松江市                       | 松江市                     | 平成17年3月31日 松江市      | 松江市 |
| 島 根 郡 | 下東川津村 | 下東川津村   | 下東川津村                | 東川津村                              | 明治36年4月1日 川津村        | 昭和14年2月11日 松江市に編入 | 松江市                        | 松江市                       | 松江市                     | 平成17年3月31日 松江市      | 松江市 |
| 島 根 郡 | 西尾村     | 西尾村       | 西尾村                    | 朝酌村                                | 朝酌村                       | 昭和14年11月1日 松江市に編入 | 松江市                        | 松江市                       | 松江市                     | 平成17年3月31日 松江市      | 松江市 |
| 島 根 郡 | 朝酌村     | 朝酌村       | 朝酌村                    | 朝酌村                                | 朝酌村                       | 昭和14年11月1日 松江市に編入 | 松江市                        | 松江市                       | 松江市                     | 平成17年3月31日 松江市      | 松江市 |
| 島 根 郡 | 福富村     | 福富村       | 福富村                    | 朝酌村                                | 朝酌村                       | 昭和14年11月1日 松江市に編入 | 松江市                        | 松江市                       | 松江市                     | 平成17年3月31日 松江市      | 松江市 |
| 島 根 郡 | 大井村     | 大井村       | 大井村                    | 朝酌村                                | 朝酌村                       | 昭和14年11月1日 松江市に編入 | 松江市                        | 松江市                       | 松江市                     | 平成17年3月31日 松江市      | 松江市 |
| 島 根 郡 | 大海崎村   | 大海崎村     | 大海崎村                  | 朝酌村                                | 朝酌村                       | 昭和14年11月1日 松江市に編入 | 松江市                        | 松江市                       | 松江市                     | 平成17年3月31日 松江市      | 松江市 |
| 島 根 郡 | 東生馬村   | 東生馬村     | 東生馬村                  | 生馬村                                | 生馬村                       | 生馬村                       | 昭和28年4月1日 松江市に編入   | 松江市                       | 松江市                     | 平成17年3月31日 松江市      | 松江市 |
| 島 根 郡 | 西生馬村   | 西生馬村     | 西生馬村                  | 生馬村                                | 生馬村                       | 生馬村                       | 昭和28年4月1日 松江市に編入   | 松江市                       | 松江市                     | 平成17年3月31日 松江市      | 松江市 |
| 島 根 郡 | 上佐陀村   | 上佐陀村     | 上佐陀村                  | 生馬村                                | 生馬村                       | 生馬村                       | 昭和28年4月1日 松江市に編入   | 松江市                       | 松江市                     | 平成17年3月31日 松江市      | 松江市 |
| 島 根 郡 | 下佐陀村   | 下佐陀村     | 下佐陀村                  | 生馬村                                | 生馬村                       | 生馬村                       | 昭和28年4月1日 松江市に編入   | 松江市                       | 松江市                     | 平成17年3月31日 松江市      | 松江市 |
| 島 根 郡 | 薦津村     | 薦津村       | 薦津村                    | 生馬村                                | 生馬村                       | 生馬村                       | 昭和28年4月1日 松江市に編入   | 松江市                       | 松江市                     | 平成17年3月31日 松江市      | 松江市 |
| 島 根 郡 | 浜佐田村   | 浜佐田村     | 浜佐田村                  | 生馬村                                | 生馬村                       | 生馬村                       | 昭和28年4月1日 松江市に編入   | 松江市                       | 松江市                     | 平成17年3月31日 松江市      | 松江市 |
| 島 根 郡 | 西持田村   | 西持田村     | 西持田村                  | 持田村                                | 持田村                       | 持田村                       | 昭和28年4月1日 松江市に編入   | 松江市                       | 松江市                     | 平成17年3月31日 松江市      | 松江市 |
| 島 根 郡 | 東持田村   | 東持田村     | 東持田村                  | 持田村                                | 持田村                       | 持田村                       | 昭和28年4月1日 松江市に編入   | 松江市                       | 松江市                     | 平成17年3月31日 松江市      | 松江市 |
| 島 根 郡 | 福原村     | 福原村       | 福原村                    | 持田村                                | 持田村                       | 持田村                       | 昭和28年4月1日 松江市に編入   | 松江市                       | 松江市                     | 平成17年3月31日 松江市      | 松江市 |
| 島 根 郡 | 坂本村     | 坂本村       | 坂本村                    | 持田村                                | 持田村                       | 持田村                       | 昭和28年4月1日 松江市に編入   | 松江市                       | 松江市                     | 平成17年3月31日 松江市      | 松江市 |
| 島 根 郡 | 川原村     | 川原村       | 川原村                    | 持田村                                | 持田村                       | 持田村                       | 昭和28年4月1日 松江市に編入   | 松江市                       | 松江市                     | 平成17年3月31日 松江市      | 松江市 |
| 島 根 郡 | 本庄町     | 本庄町       | 本庄町                    | 本庄村                                | 本庄村                       | 本庄村                       | 本庄村                        | 昭和30年3月10日 松江市に編入 | 松江市                     | 平成17年3月31日 松江市      | 松江市 |
| 島 根 郡 | 本庄村     | 本庄村       | 本庄村                    | 本庄村                                | 本庄村                       | 本庄村                       | 本庄村                        | 昭和30年3月10日 松江市に編入 | 松江市                     | 平成17年3月31日 松江市      | 松江市 |
| 島 根 郡 | 手角村     | 手角村       | 手角村                    | 本庄村                                | 本庄村                       | 本庄村                       | 本庄村                        | 昭和30年3月10日 松江市に編入 | 松江市                     | 平成17年3月31日 松江市      | 松江市 |
| 島 根 郡 | 長海村     | 長海村       | 長海村                    | 本庄村                                | 本庄村                       | 本庄村                       | 本庄村                        | 昭和30年3月10日 松江市に編入 | 松江市                     | 平成17年3月31日 松江市      | 松江市 |
| 島 根 郡 | 別所村     | 別所村       | 別所村                    | 本庄村                                | 本庄村                       | 本庄村                       | 本庄村                        | 昭和30年3月10日 松江市に編入 | 松江市                     | 平成17年3月31日 松江市      | 松江市 |
| 島 根 郡 | 野原村     | 野原村       | 野原村                    | 本庄村                                | 本庄村                       | 本庄村                       | 本庄村                        | 昭和30年3月10日 松江市に編入 | 松江市                     | 平成17年3月31日 松江市      | 松江市 |
| 島 根 郡 | 邑生村     | 邑生村       | 邑生村                    | 本庄村                                | 本庄村                       | 本庄村                       | 本庄村                        | 昭和30年3月10日 松江市に編入 | 松江市                     | 平成17年3月31日 松江市      | 松江市 |
| 島 根 郡 | 新庄村     | 新庄村       | 新庄村                    | 本庄村                                | 本庄村                       | 本庄村                       | 本庄村                        | 昭和30年3月10日 松江市に編入 | 松江市                     | 平成17年3月31日 松江市      | 松江市 |
| 島 根 郡 | 上宇部尾村 | 上宇部尾村   | 上宇部尾村                | 本庄村                                | 本庄村                       | 本庄村                       | 本庄村                        | 昭和30年3月10日 松江市に編入 | 松江市                     | 平成17年3月31日 松江市      | 松江市 |
| 秋 鹿 郡 | 古志村     | 古志村       | 古志村                    | 古志村                                | 明治41年5月1日 古江村        | 古江村                       | 古江村                        | 昭和30年3月10日 松江市に編入 | 松江市                     | 平成17年3月31日 松江市      | 松江市 |
| 秋 鹿 郡 | 浜佐陀村   | 浜佐陀村     | 浜佐陀村                  | 古志村                                | 明治41年5月1日 古江村        | 古江村                       | 古江村                        | 昭和30年3月10日 松江市に編入 | 松江市                     | 平成17年3月31日 松江市      | 松江市 |
| 秋 鹿 郡 | 西谷村     | 西谷村       | 西谷村                    | 古志村                                | 明治41年5月1日 古江村        | 古江村                       | 古江村                        | 昭和30年3月10日 松江市に編入 | 松江市                     | 平成17年3月31日 松江市      | 松江市 |
| 秋 鹿 郡 | 古曽志村   | 古曽志村     | 古曽志村                  | 古曽志村                              | 明治41年5月1日 古江村        | 古江村                       | 古江村                        | 昭和30年3月10日 松江市に編入 | 松江市                     | 平成17年3月31日 松江市      | 松江市 |
| 秋 鹿 郡 | 成相寺村   | 成相寺村     | 明治8年9月5日 荘成村      | 古曽志村                              | 明治41年5月1日 古江村        | 古江村                       | 古江村                        | 昭和30年3月10日 松江市に編入 | 松江市                     | 平成17年3月31日 松江市      | 松江市 |
| 秋 鹿 郡 | 荘村       |              | 明治8年9月5日 荘成村      | 古曽志村                              | 明治41年5月1日 古江村        | 古江村                       | 古江村                        | 昭和30年3月10日 松江市に編入 | 松江市                     | 平成17年3月31日 松江市      | 松江市 |
| 秋 鹿 郡 | 西長江村   | 西長江村     | 明治8年9月5日 長江村      | 長江村                                | 明治41年5月1日 古江村        | 古江村                       | 古江村                        | 昭和30年3月10日 松江市に編入 | 松江市                     | 平成17年3月31日 松江市      | 松江市 |
| 秋 鹿 郡 | 東長江村   |              | 明治8年9月5日 長江村      | 長江村                                | 明治41年5月1日 古江村        | 古江村                       | 古江村                        | 昭和30年3月10日 松江市に編入 | 松江市                     | 平成17年3月31日 松江市      | 松江市 |
| 秋 鹿 郡 | 大野村上分 | 大野村上分   | 大野村上分                | 大野村                                | 大野村                       | 大野村                       | 大野村                        | 昭和35年8月1日 松江市に編入  | 松江市                     | 平成17年3月31日 松江市      | 松江市 |
| 秋 鹿 郡 | 大野村下分 | 大野村下分   | 大野村下分                | 大野村                                | 大野村                       | 大野村                       | 大野村                        | 昭和35年8月1日 松江市に編入  | 松江市                     | 平成17年3月31日 松江市      | 松江市 |
| 秋 鹿 郡 | 魚瀬浦     | 魚瀬浦       | 明治8年9月5日 魚瀬浦      | 大野村                                | 大野村                       | 大野村                       | 大野村                        | 昭和35年8月1日 松江市に編入  | 松江市                     | 平成17年3月31日 松江市      | 松江市 |
| 秋 鹿 郡 | 鎌田浦     |              | 明治8年9月5日 魚瀬浦      | 大野村                                | 大野村                       | 大野村                       | 大野村                        | 昭和35年8月1日 松江市に編入  | 松江市                     | 平成17年3月31日 松江市      | 松江市 |
| 秋 鹿 郡 | 秋鹿町     | 秋鹿町       | 秋鹿町                    | 秋鹿村                                | 秋鹿村                       | 秋鹿村                       | 秋鹿村                        | 昭和35年8月1日 松江市に編入  | 松江市                     | 平成17年3月31日 松江市      | 松江市 |
| 秋 鹿 郡 | 秋鹿村     | 秋鹿村       | 秋鹿村                    | 秋鹿村                                | 秋鹿村                       | 秋鹿村                       | 秋鹿村                        | 昭和35年8月1日 松江市に編入  | 松江市                     | 平成17年3月31日 松江市      | 松江市 |
| 秋 鹿 郡 | 大垣村     | 大垣村       | 大垣村                    | 秋鹿村                                | 秋鹿村                       | 秋鹿村                       | 秋鹿村                        | 昭和35年8月1日 松江市に編入  | 松江市                     | 平成17年3月31日 松江市      | 松江市 |
| 秋 鹿 郡 | 岡本村     | 岡本村       | 岡本村                    | 秋鹿村                                | 秋鹿村                       | 秋鹿村                       | 秋鹿村                        | 昭和35年8月1日 松江市に編入  | 松江市                     | 平成17年3月31日 松江市      | 松江市 |
| 秋 鹿 郡 | 古浦       | 古浦         | 古浦                      | 恵曇村                                | 恵曇村                       | 恵曇村                       | 昭和22年12月28日 町制 恵曇町  | 昭和31年3月3日 鹿島町        | 鹿島町                     | 平成17年3月31日 松江市      | 松江市 |
| 秋 鹿 郡 | 江角浦     | 江角浦       | 江角浦                    | 恵曇村                                | 恵曇村                       | 恵曇村                       | 昭和22年12月28日 町制 恵曇町  | 昭和31年3月3日 鹿島町        | 鹿島町                     | 平成17年3月31日 松江市      | 松江市 |
| 秋 鹿 郡 | 手結浦     | 手結浦       | 手結浦                    | 恵曇村                                | 恵曇村                       | 恵曇村                       | 昭和22年12月28日 町制 恵曇町  | 昭和31年3月3日 鹿島町        | 鹿島町                     | 平成17年3月31日 松江市      | 松江市 |
| 秋 鹿 郡 | 片句浦     | 片句浦       | 片句浦                    | 恵曇村                                | 恵曇村                       | 恵曇村                       | 昭和22年12月28日 町制 恵曇町  | 昭和31年3月3日 鹿島町        | 鹿島町                     | 平成17年3月31日 松江市      | 松江市 |
| 秋 鹿 郡 | 佐陀宮内村 | 佐陀宮内村   | 佐陀宮内村                | 佐太村                                | 佐太村                       | 佐太村                       | 佐太村                        | 昭和31年3月3日 鹿島町        | 鹿島町                     | 平成17年3月31日 松江市      | 松江市 |
| 秋 鹿 郡 | 佐陀本郷村 | 佐陀本郷村   | 佐陀本郷村                | 佐太村                                | 佐太村                       | 佐太村                       | 佐太村                        | 昭和31年3月3日 鹿島町        | 鹿島町                     | 平成17年3月31日 松江市      | 松江市 |
| 秋 鹿 郡 | 武代村     | 武代村       | 武代村                    | 佐太村                                | 佐太村                       | 佐太村                       | 佐太村                        | 昭和31年3月3日 鹿島町        | 鹿島町                     | 平成17年3月31日 松江市      | 松江市 |
| 島 根 郡 | 北講武村   | 北講武村     | 北講武村                  | 講武村                                | 講武村                       | 講武村                       | 講武村                        | 昭和31年3月3日 鹿島町        | 鹿島町                     | 平成17年3月31日 松江市      | 松江市 |
| 島 根 郡 | 南講武村   | 南講武村     | 南講武村                  | 講武村                                | 講武村                       | 講武村                       | 講武村                        | 昭和31年3月3日 鹿島町        | 鹿島町                     | 平成17年3月31日 松江市      | 松江市 |
| 島 根 郡 | 上講武村   | 上講武村     | 上講武村                  | 講武村                                | 講武村                       | 講武村                       | 講武村                        | 昭和31年3月3日 鹿島町        | 鹿島町                     | 平成17年3月31日 松江市      | 松江市 |
| 島 根 郡 | 名分村     | 名分村       | 名分村                    | 講武村                                | 講武村                       | 講武村                       | 講武村                        | 昭和31年3月3日 鹿島町        | 鹿島町                     | 平成17年3月31日 松江市      | 松江市 |
| 島 根 郡 | 水浦       | 水浦         | 明治9年5月6日 改称 御津浦 | 御津村                                | 御津村                       | 御津村                       | 御津村                        | 昭和31年3月3日 鹿島町        | 鹿島町                     | 平成17年3月31日 松江市      | 松江市 |
| 島 根 郡 | 美保関     | 美保関       | 美保関                    | 美保関村                              | 大正13年1月1日 町制 美保関町 | 美保関町                     | 美保関町                      | 昭和30年4月13日 美保関町     | 美保関町                   | 平成17年3月31日 松江市      | 松江市 |
| 島 根 郡 | 雲津浦     | 雲津浦       | 雲津浦                    | 美保関村                              | 大正13年1月1日 町制 美保関町 | 美保関町                     | 美保関町                      | 昭和30年4月13日 美保関町     | 美保関町                   | 平成17年3月31日 松江市      | 松江市 |
| 島 根 郡 | 笠浦       | 笠浦         | 笠浦                      | 千酌村                                | 千酌村                       | 千酌村                       | 千酌村                        | 昭和30年4月13日 美保関町     | 美保関町                   | 平成17年3月31日 松江市      | 松江市 |
| 島 根 郡 | 千酌浦     | 千酌浦       | 千酌浦                    | 千酌村                                | 千酌村                       | 千酌村                       | 千酌村                        | 昭和30年4月13日 美保関町     | 美保関町                   | 平成17年3月31日 松江市      | 松江市 |
| 島 根 郡 | 北浦       | 北浦         | 北浦                      | 千酌村                                | 千酌村                       | 千酌村                       | 千酌村                        | 昭和30年4月13日 美保関町     | 美保関町                   | 平成17年3月31日 松江市      | 松江市 |
| 島 根 郡 | 菅浦       | 菅浦         | 菅浦                      | 片江村                                | 片江村                       | 片江村                       | 片江村                        | 昭和30年4月13日 美保関町     | 美保関町                   | 平成17年3月31日 松江市      | 松江市 |
| 島 根 郡 | 片江浦     | 片江浦       | 片江浦                    | 片江村                                | 片江村                       | 片江村                       | 片江村                        | 昭和30年4月13日 美保関町     | 美保関町                   | 平成17年3月31日 松江市      | 松江市 |
| 島 根 郡 | 七類浦     | 七類浦       | 七類浦                    | 片江村                                | 片江村                       | 片江村                       | 片江村                        | 昭和30年4月13日 美保関町     | 美保関町                   | 平成17年3月31日 松江市      | 松江市 |
| 島 根 郡 | 諸喰浦     | 諸喰浦       | 諸喰浦                    | 片江村                                | 片江村                       | 片江村                       | 片江村                        | 昭和30年4月13日 美保関町     | 美保関町                   | 平成17年3月31日 松江市      | 松江市 |
| 島 根 郡 | 福浦       | 福浦         | 福浦                      | 森山村                                | 森山村                       | 森山村                       | 森山村                        | 昭和30年4月13日 美保関町     | 美保関町                   | 平成17年3月31日 松江市      | 松江市 |
| 島 根 郡 | 森山村     | 森山村       | 森山村                    | 森山村                                | 森山村                       | 森山村                       | 森山村                        | 昭和30年4月13日 美保関町     | 美保関町                   | 平成17年3月31日 松江市      | 松江市 |
| 島 根 郡 | 下宇部尾村 | 下宇部尾村   | 下宇部尾村                | 森山村                                | 森山村                       | 森山村                       | 森山村                        | 昭和30年4月13日 美保関町     | 美保関町                   | 平成17年3月31日 松江市      | 松江市 |
| 島 根 郡 | 野波浦     | 野波浦       | 野波浦                    | 野波村                                | 野波村                       | 野波村                       | 野波村                        | 昭和31年1月10日 島根村       | 昭和44年4月1日 町制 島根町 | 平成17年3月31日 松江市      | 松江市 |
| 島 根 郡 | 多古浦     | 多古浦       | 多古浦                    | 野波村                                | 野波村                       | 野波村                       | 野波村                        | 昭和31年1月10日 島根村       | 昭和44年4月1日 町制 島根町 | 平成17年3月31日 松江市      | 松江市 |
| 島 根 郡 | 野井浦     | 野井浦       | 野井浦                    | 野波村                                | 野波村                       | 野波村                       | 野波村                        | 昭和31年1月10日 島根村       | 昭和44年4月1日 町制 島根町 | 平成17年3月31日 松江市      | 松江市 |
| 島 根 郡 | 加賀浦     | 加賀浦       | 加賀浦                    | 加賀村                                | 加賀村                       | 加賀村                       | 加賀村                        | 昭和31年1月10日 島根村       | 昭和44年4月1日 町制 島根町 | 平成17年3月31日 松江市      | 松江市 |
| 島 根 郡 | 大芦浦     | 大芦浦       | 大芦浦                    | 大芦村                                | 大芦村                       | 大芦村                       | 大芦村                        | 昭和31年1月10日 島根村       | 昭和44年4月1日 町制 島根町 | 平成17年3月31日 松江市      | 松江市 |

## 行政

### 市長
- 上定昭仁（2021年4月24日就任）

| 代             | 氏名           | 就任日                     | 退任日                     | 備考                       |
| 官選旧松江市長 | 官選旧松江市長 | 官選旧松江市長             | 官選旧松江市長             | 官選旧松江市長             |
| -------------- | -------------- | -------------------------- | -------------------------- | -------------------------- |
| 1              | 福岡世徳       | 1889年（明治22年）5月27日  | 1911年（明治44年）7月13日  |                            |
| 2              | 高橋義比       | 1911年（明治44年）7月13日  | 1925年（大正14年）5月13日  |                            |
| 3              | 高橋節雄       | 1925年（大正14年）8月20日  | 1929年（昭和4年）8月       |                            |
| 4              | 石倉俊寛       | 1929年（昭和4年）8月20日   | 1945年（昭和20年）8月19日  |                            |
| 5              | 熊野英         | 1945年（昭和20年）9月10日  | 1947年（昭和22年）4月      |                            |
| 公選旧松江市長 |                |                            |                            |                            |
| 6              | 小林誠一       | 1947年（昭和22年）4月9日   | 1951年（昭和26年）4月      |                            |
| 7              | 熊野英         | 1951年（昭和26年）4月26日  | 1963年（昭和38年）2月3日   | 死去                       |
| 8              | 齋藤強         | 1963年（昭和38年）3月24日  | 1977年（昭和52年）9月30日  |                            |
| 9              | 中村芳二郎     | 1977年（昭和52年）10月24日 | 1989年（平成元年）10月23日 |                            |
| 10             | 石倉孝昭       | 1989年（平成元年）10月24日 | 1993年（平成5年）10月22日  |                            |
| 11             | 宮岡寿雄       | 1993年（平成5年）10月23日  | 2000年（平成12年）5月6日   | 死去                       |
| 12             | 松浦正敬       | 2000年（平成12年）6月19日  | 2005年（平成17年）3月30日  |                            |
| 松江市長       |                |                            |                            |                            |
| -              | 門脇康雄       | 2005年（平成17年）3月31日  | 2005年（平成17年）4月23日  | 市長職務執行者・旧八束町長 |
| 1              | 松浦正敬       | 2005年（平成17年）4月24日  | 2021年（令和3年）４月23日  |                            |
| 2              | 上定昭仁       | 2021年（令和3年）4月24日   |                            |                            |

### 行政機関

#### 市の機関
- 松江市役所
  - 支所 - 鹿島、島根、美保関、八雲、玉湯、宍道、八束、東出雲
  - 出張所 - 来待
- 松江市消防本部
- 松江市上下水道局
- 松江市ガス局
- 松江市交通局

#### 県・市の共同機関
- 松江保健所（松江市・島根県共同設置）

#### 主な県の機関･公共施設
- 島根県庁
- 島根県松江合同庁舎
  - 島根県東部県民センター
  - 島根県東部農林振興センター
  - 島根県松江水産事務所
  - 島根県高規格道路事務所
  - 島根県松江教育事務所
  - 島根県土整備事務所
- 島根県企業局
- 島根県教育センター
- 島根県埋蔵文化財調査センター
- 島根県宍道湖流域下水道管理事務所
- 島根県中央児童相談所
- 島根県立わかたけ学園（児童福祉施設）
- 島根県立心と体の相談センター
- 島根県女性相談センター
- 島根県自治研修所
- 島根県消防学校
- 島根県産業技術センター
- 島根県保健環境科学研究所
- 島根県立東部総合福祉センター（いきいきプラザ島根）
- 島根県立美術館
- 島根県立図書館
- 島根県警察本部
  - 松江警察署

#### 主な国の機関など
- 警察庁
  - 中国四国管区警察局島根県情報通信部
- 総務省
  - 中国四国管区行政評価局島根行政監視行政相談センター
- 法務省
  - 松江地方法務局
  - 松江刑務所
  - 松江少年鑑別所
  - 松江保護観察所
- 出入国在留管理庁
  - 広島出入国在留管理局松江出張所
- 検察庁
  - 広島高等検察庁松江支部
  - 松江地方検察庁
  - 松江区検察庁
- 財務省
  - 中国財務局松江財務事務所
- 国税庁
  - 広島国税局松江税務署
- 厚生労働省
  - 中国四国厚生局島根事務所
  - 島根労働局
    - 松江労働基準監督署
    - 松江公共職業安定所
- 農林水産省
  - 中国四国農政局島根県拠点
- 林野庁
  - 近畿中国森林管理局島根森林管理署
- 国土交通省
  - 中国運輸局島根運輸支局
  - 中国地方整備局松江国道事務所
- 気象庁
  - 大阪管区気象台松江地方気象台
- 環境省
  - 中国四国地方環境事務所松江管理事務所
- 原子力規制委員会
  - 島根原子力規制事務所
- 防衛省
  - 自衛隊島根地方協力本部
- 独立行政法人
  - 国立病院機構松江医療センター
  - 高齢・障害・求職者雇用支援機構島根支部
    - 島根職業能力開発促進センター
    - 島根障害者職業センター

  - 自動車技術総合機構島根事務所
- 公法人
  - 全国健康保険協会島根支部
- 特殊法人
  - 日本年金機構松江年金事務所
  - 日本銀行松江支店
  - 日本政策金融公庫松江支店
  - 商工組合中央金庫松江支店
  - 西日本高速道路中国支社松江高速道路事務所

## 議会

### 市議会
- 定数 - 34人
- 任期 - 4年：2025年（令和7年）4月23日[12]

| 会派名                     | 議員数 |
| -------------------------- | ------ |
| 松政クラブ                 | 7      |
| 志翔の会                   | 7      |
| 明政会                     | 6      |
| 民主ネットワーク           | 4      |
| 公明クラブ                 | 4      |
| 日本共産党松江市議会議員団 | 2      |
| 会派に属しない議員         | 1      |
| 欠員                       | 3      |

(2023年4月12日現在）

### 島根県議会（松江市選出）
- 定数：11名
- 任期：2019年（令和元年）5月14日～2023年（令和4年）5月13日

| 議員名     | 会派名                       | 備考                 |
| ---------- | ---------------------------- | -------------------- |
| 福田正明   | 自由民主党島根県議会議員連盟 |                      |
| 吉野和彦   | 公明党島根県議団             |                      |
| 岩田浩岳   | 民主県民クラブ               | 所属党派は国民民主党 |
| 川上大     | 自由民主党島根県議会議員連盟 |                      |
| 五百川純寿 | 自由民主党島根県議会議員連盟 |                      |
| 白石恵子   | 民主県民クラブ               | 所属党派は無所属     |
| 細田重雄   | 自由民主党島根県議会議員連盟 |                      |
| 角智子     | 民主県民クラブ               | 所属党派は立憲民主党 |
| 小沢秀多   | 自由民主党島根県議会議員連盟 |                      |
| 尾村利成   | 日本共産党島根県議団         |                      |
| 加藤勇     | 自由民主党島根県議会議員連盟 |                      |

### 衆議院
- 選挙区：島根県第1区 （松江市、安来市、雲南市、仁多郡、飯石郡、隠岐郡）
- 任期 ： 2024年（令和6年）10月27日 - 2028年（令和10年）10月26日（「第50回衆議院議員総選挙」参照）

| 選挙区      | 議員名     | 党派名     | 当選回数 | 備考   |
| ----------- | ---------- | ---------- | -------- | ------ |
| 島根県第1区 | 亀井亜紀子 | 立憲民主党 | 3        | 選挙区 |

## 司法
- 広島高等裁判所松江支部
- 松江地方裁判所
  - 松江簡易裁判所
- 松江家庭裁判所

## 経済

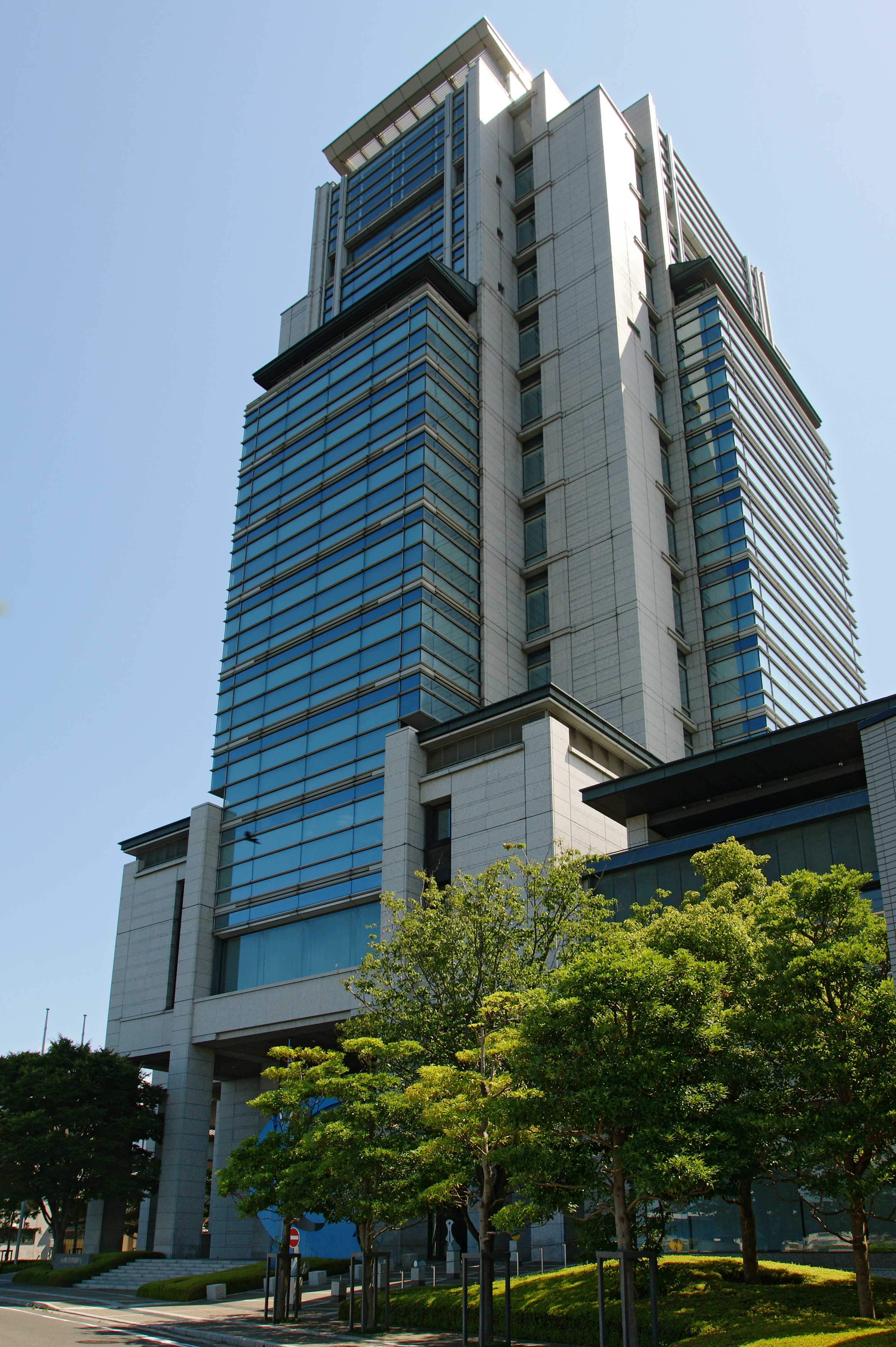
山陰合同銀行本社（魚町）。

松江市は山陰地方の拠点都市の一つでもあり、鳥取県米子市とともに鳥取・島根両県を統括する支店が多く置かれているほか山陰地域で展開する企業の本社も多い。しかし山陽地方の都市と比較して経済力が高いわけではなく、人口規模も他の山陽地方の中核市に比べて小さい。

### 産業人口
データは2005年（平成17年）。
- 就業人口 95,728人[14]
  - 第1次産業 5,499人
  - 第2次産業 18,323人
  - 第3次産業 70,855人

### 農業
- 薬用人参
- 牡丹
- 津田かぶ
- ごぼう（秋鹿ごぼう）
- せり（黒田せり）
- キャベツ

### 商業
百貨店・ショッピングセンター
- シャミネ松江店
- イオン松江ショッピングセンター
- ショッピングスクェアベル
- アイパルテ
- スーパーセンタートライアル松江店
- ダイレックス松江店
- ザ・ビッグ東出雲店

家電量販店･カメラ店
- ヤマダデンキ
- エディオン
- 100満ボルト
- カメラのキタムラ

大型書店
- 今井書店
- 宮脇書店

ファッション･衣料品店
- ユニクロ
- GU
- しまむら
- 西松屋チェーン
- はるやま商事
- 洋服の青山（青山商事）

ホームセンター・家具店
- ジュンテンドー
- ナフコ
- いない
- コーナン
- ニトリ

ドラッグストア
- ウェルネス
- サンドラッグ
- ココカラファイン（シンヤクドー・フリーダム古志薬局）
- コクミン
- コスモス
- ひまわり

### 金融業
銀行
- みずほ銀行
- 島根銀行
- 鳥取銀行
- 広島銀行
- 山陰合同銀行（市の指定金融機関）
- ゆうちょ銀行松江店

政策金融機関
- 日本政策金融公庫
- 商工組合中央金庫
- 農林中央金庫

協同組織金融機関
- 米子信用金庫
- しまね信用金庫
- 島根中央信用金庫
- 中国労働金庫
- 漁業協同組合JFしまね（JFマリンバンク）
- 島根県農業協同組合本店及びくにびき地区本部（JAしまね・JAバンク）

なお、三菱UFJ銀行山陰支社は法人向け融資の相談業務の窓口のみで、店舗・ATMは設置されていない。
証券会社
- 野村證券
- 大和証券
- 岩井コスモ証券
- みずほ証券

### 生活協同組合
- 全労済島根県本部
- 生活協同組合しまね（日本生活協同組合連合会加盟組合）
- 島根大学生活協同組合（大学生協）
- 島根県民共済生活協同組合（全国生活協同組合連合会傘下）
- 松江保健生活協同組合（日本医療福祉生活協同組合連合会加盟組合、全日本民主医療機関連合会に加入。）
- 島根県学校生活協同組合（島根県内の小中学校、高等学校の教職員、学校職員のための職域生協。）

### 市内に本社を置く主な企業
製造業
- 三菱マヒンドラ農機
- 福島造船鉄工所
- 中浦食品

建設業
- 島根電工

運輸業
- 一畑電気鉄道（一畑グループ持株会社）
  - 一畑バス
  - 松江一畑交通
  - 双葉タクシー
  - ミツワタクシー
- 日本交通
- はつみ交通

卸売･小売業
- 一畑百貨店
- みしまや
- 島根日産自動車
- 島根日野自動車
- 東京靴

金融業
- 山陰合同銀行
- 島根銀行

情報通信業
- ネットワーク応用通信研究所（NaCl）

サービス業
- セコム山陰
- 博愛社
- 北陽警備保障 (HANS)
- ホテル一畑

### 市内に主要拠点を置く主な企業
- 中国電力島根原子力発電所
- 島根ナカバヤシ松江工場
- パナソニックエレクトロニックスデバイスジャパンフィルムキャパシタディビジョン松江
- タカキベーカリー島根工場
- ベルシステム24松江S・A・T
- いすゞ自動車中国山陰支社

## メディア

### 新聞
- 山陰中央新報社本社
- 島根日日新聞松江支社
- 新日本海新聞社（日本海新聞）松江支社
- 中国新聞社松江支局
- 読売新聞大阪本社松江支局
- 朝日新聞社松江総局
- 毎日新聞社松江支局
- 産業経済新聞社（産経新聞）松江支局
- 日本経済新聞社松江支局
- 聖教新聞社松江支局

### 通信社
- 共同通信社松江支局
- 時事通信社松江支局

### テレビ
- NHK松江放送局
- 山陰中央テレビジョン放送本社
- 日本海テレビジョン放送松江本社
- 山陰放送松江支社

取材拠点
- テレビ朝日松江支局

ケーブルテレビ
- 山陰ケーブルビジョン本社

### ラジオ
- エフエム山陰本社

## 姉妹都市・提携都市

### 国内
- 宝塚市（兵庫県） - 1967年（昭和42年）8月1日姉妹都市提携。観光、スポーツ、文化、教育などの分野で交流。
- 珠洲市（石川県） - 1988年（昭和63年）3月30日旧美保関町と姉妹都市提携。733年（天平5年）の「出雲国風土記」の国引き神話の中に八束水臣津野命が能登半島（高志）の先端（珠洲市）から引いてきて縫い付けたのが島根半島の先端（美保関町）であると書かれていたことから。
- 尾道市（広島県） - 2012年（平成24年）2月5日姉妹都市提携。旧東出雲町と1994年（平成6年）5月に『産業文化友好交流都市』提携を締結して交流を進めてきたため。
- 大口町（愛知県丹羽郡） - 2015年（平成27年）8月29日姉妹都市提携。松江城を築城した堀尾吉晴の故郷のため。

その他
- 出雲の小京都「松江」として全国京都会議に加盟している。

### 海外
- 吉林市 (Jilin)（中華人民共和国吉林省）
- 銀川市 (Yinchuan)（中華人民共和国寧夏回族自治区）
- 杭州市 (Hang zhou)（中華人民共和国浙江省）
- 晋州市（진주 Jinju チンジュ） （大韓民国慶尚南道）
- ニューオーリンズ (New Orleans)（アメリカ合衆国ルイジアナ州）

## 教育

### 義務教育学校
- 松江市立義務教育学校八束学園
- 島根大学教育学部附属義務教育学校
- 松江市立義務教育学校玉湯学園

### 小学校
- 松江市立秋鹿小学校
- 松江市立朝酌小学校
- 松江市立生馬小学校
- 松江市立忌部小学校
- 松江市立内中原小学校
- 松江市立大野小学校
- 松江市立大庭小学校
- 松江市立川津小学校
- 松江市立古江小学校
- 松江市立古志原小学校
- 松江市立雑賀小学校
- 松江市立城北小学校
- 松江市立竹矢小学校
- 松江市立中央小学校
- 松江市立津田小学校
- 松江市立乃木小学校
- 松江市立法吉小学校
- 松江市立母衣小学校
- 松江市立本庄小学校
- 松江市立持田小学校
- 松江市立恵曇小学校
- 松江市立佐太小学校
- 松江市立鹿島東小学校
- 松江市立島根小学校
- 松江市立美保関小学校
- 松江市立八雲小学校
- 松江市立宍道小学校
- 松江市立来待小学校
  - 松江市立来待小学校大野原分校
- 松江市立出雲郷小学校
- 松江市立揖屋小学校
- 松江市立意東小学校

### 中学校
- 松江市立第一中学校
- 松江市立第二中学校
- 松江市立第三中学校
- 松江市立第四中学校
- 松江市立湖南中学校
- 松江市立湖東中学校
- 松江市立湖北中学校
- 松江市立本庄中学校
- 松江市立鹿島中学校
- 松江市立島根中学校
- 松江市立美保関中学校
- 松江市立八雲中学校
- 松江市立宍道中学校
  - 松江市立宍道中学校大野原分校
- 松江市立東出雲中学校
- 開星中学校
- 松徳学院中学校

### 高等学校
- 島根県立松江北高等学校
- 島根県立松江南高等学校
- 島根県立松江東高等学校
- 島根県立松江商業高等学校
- 島根県立松江工業高等学校
- 島根県立松江農林高等学校
- 島根県立宍道高等学校
- 松江市立皆美が丘女子高等学校
- 開星高等学校
- 松徳学院高等学校
- 松江西高等学校
- 立正大学淞南高等学校

### 大学・短期大学・高等専門学校
- 島根大学
  - 本部
  - 法文学部
  - 教育学部
  - 総合理工学部
  - 生物資源科学部
- 島根県立大学
  - 人間文化学部
- 島根県立大学短期大学部
- 大阪健康福祉短期大学 松江キャンパス
- 松江工業高等専門学校
- 放送大学島根学習センター

### 専門学校
- 専門学校坪内総合ビジネスカレッジ
- 松江総合医療専門学校
- 松江栄養調理製菓専門学校
- 松江理容美容専門学校
- 島根県歯科技術専門学校

### 特別支援学校
- 島根県立盲学校
- 島根県立松江ろう学校
- 島根県立松江養護学校
- 島根県立松江清心養護学校
- 島根県立松江緑が丘養護学校

## 医療

### 主な医療機関
- 国立病院機構松江医療センター
- 松江赤十字病院
- 松江市立病院
- 独立行政法人 地域医療機能推進機構 玉造病院
- 松江記念病院
- 松江生協病院

## 交通

### 空港
- 市内に空港はないが、出雲空港と米子空港が最寄りの空港で松江駅から連絡バスが運行している。

### 鉄道
西日本旅客鉄道（JR西日本）
- 山陰本線

- 揖屋駅 - 東松江駅 - 松江駅 - 乃木駅 - 玉造温泉駅 - 来待駅 - 宍道駅

- 木次線

- 宍道駅 - 南宍道駅

一畑電車
- 北松江線

- 津ノ森駅 - 高ノ宮駅 - 松江フォーゲルパーク駅 - 秋鹿町駅 - 長江駅 - 朝日ヶ丘駅 - 松江イングリッシュガーデン前駅 - 松江しんじ湖温泉駅

中心となる駅：松江駅

### バス

#### 路線バス
- 松江市交通局（松江市バス）
- 一畑バス
- 松江一畑交通（リムジンバスを運行）
- 出雲一畑交通（リムジンバス玉造温泉-出雲空港-出雲大社線を運行）
- はつみ交通（隠岐汽船連絡バス七類港-境港駅線を運行）
- 日ノ丸自動車（米子空港美保関直行バス「ゑびすライナー」を期間限定で運行）
- 日ノ丸ハイヤー（松江一畑交通と共同でリムジンバス米子空港松江線を運行）
- 松江市コミュニティバス
- 安来市広域生活バス（イエローバス）

#### 高速バス
| 愛称名                               | 運行会社                                                       | 運行区間                                                                          | 昼/夜行 |
| ------------------------------------ | -------------------------------------------------------------- | --------------------------------------------------------------------------------- | ------- |
| スサノオ号                           | JRバス中国                                                     | TDL・東京（東京駅） - 松江駅・玉造・宍道                                          | 夜行    |
| WILLER EXPRESS                       | ベイラインエクスプレス                                         | 東京（バスタ新宿） - 松江駅                                                       | 夜行    |
| オリオンバス                         | オー・ティー・ビー                                             | 東京（バスタ新宿） - 松江駅                                                       | 夜行    |
| 出雲・松江・米子ドリーム名古屋号     | JRバス中国                                                     | 名古屋市 - 松江駅・玉造・宍道                                                     | 夜行    |
| グラン昼特急出雲号                   | JRバス中国                                                     | 京都市・大阪市（大阪駅） - 松江駅・玉造・宍道                                     | 昼行    |
| グランドリーム出雲号・ドリーム出雲号 | JRバス中国                                                     | 京都市・大阪市（大阪駅） - 松江駅・玉造・宍道                                     | 夜行    |
| くにびき号                           | 一畑バス 阪急バス                                              | 大阪市（梅田・新大阪駅）・吹田市（千里NT）・宝塚IC・西宮北IC - 松江駅・玉造・宍道 | 昼行    |
| ポートレイク号                       | JRバス中国 神姫バス                                            | 神戸市（三宮） - 松江駅・玉造・宍道                                               | 昼行    |
| ももたろうエクスプレス号             | 日ノ丸自動車 一畑バス 両備ホールディングス 中鉄バス JRバス中国 | 岡山市 - 松江駅・玉造・宍道                                                       | 昼行    |
| グランドアロー号                     | 一畑バス 広島電鉄                                              | 広島市 - 三次市 - 雲南市 - 松江駅・松江しんじ湖温泉駅                             | 昼行    |
| 出雲ドリーム博多号                   | JRバス中国 JR九州バス                                          | 福岡市・北九州市 - 宍道・玉造・松江駅                                             | 夜行    |

### 道路

#### 高速道路
- 山陰自動車道：東出雲IC - 竹矢IC - 矢田IC - 松江JCT - 松江東IC - 松江中央IC - 松江西IC - 松江玉造IC - 宍道IC - 宍道JCT
- 松江自動車道：宍道JCT

#### 一般国道
- 国道9号
- 国道54号
- 国道431号
- 国道432号
- 国道485号

#### 県道
- 鳥取県道・島根県道2号境美保関線
- 島根県道21号松江島根線
- 島根県道22号松江停車場線
- 島根県道24号松江木次線
- 島根県道25号玉湯吾妻山線
- 島根県道37号松江鹿島美保関線
- 島根県道53号大東東出雲線
- 島根県道57号宍道インター線
- 島根県道152号松江七類港線
- 島根県道153号東出雲馬潟港線
- 島根県道175号御津東生馬線
- 島根県道181号七類雲津長浜線
- 島根県道182号多胡鼻線
- 島根県道191号揖屋停車場線
- 島根県道192号東松江停車場線
- 島根県道193号乃木停車場線
- 島根県道194号玉造温泉停車場線
- 島根県道195号宍道停車場線
- 島根県道227号松江しんじ湖温泉停車場線
- 島根県道230号馬潟港線
- 島根県道246号八重垣神社線
- 島根県道247号八重垣神社竹矢線
- 島根県道248号神魂神社線
- 島根県道249号八重垣神社八雲線
- 島根県道252号枕木山線
- 島根県道253号宍道湖公園線
- 島根県道259号大根島線
- 島根県道260号本庄福富松江線
- 島根県道261号母衣町雑賀町線
- 島根県道263号浜乃木湯町線
- 島根県道264号講武古江線
- 島根県道266号大野魚瀬恵曇線
- 島根県道267号海潮宍道線
- 島根県道324号上意東揖屋線
- 島根県道335号出雲空港宍道線
- 島根県道338号美保関八束松江線

#### 道の駅
- 秋鹿なぎさ公園（国道431号）
- 本庄（国道431号）

### 港湾
- 松江港
- 七類港 - 隠岐汽船の隠岐諸島と本土を結ぶ航路が就航する。

## 観光

### 名所・旧跡
- 松江城（国の史跡、天守は国宝）- 松江歴史館
- 出雲玉作史跡公園（出雲玉作跡は国の史跡、出土品は重要文化財）
- 京極高次供養塔（墓所） - 竹矢町安国寺境内
- 塩見縄手 - 松江市伝統美観指定地区、日本の道100選
  - 小泉八雲旧居（ヘルン旧居）
  - 武家屋敷
  - 明々庵 - 松平治郷が建てられた茶室を主とする庵
- 島根大学旧奥谷宿舎（旧制松江高等学校外国人宿舎）[15] - 旧制松江高等学校・島根大学の外国人教師が暮らした洋風官舎
- 菅田庵 - 国の重要文化財。松平治郷が建てられた茶室を主とする庵
- カラコロ工房（工芸館）
- 田和山遺跡
- 宍道湖
- 中海
- 加賀の潜戸
- 大根島
  - 由志園
- 松江ウォーター・ヴィレッジ（松江イングリッシュガーデン）
- マリンパーク多古鼻
- 美保関灯台 - 世界灯台100選の一つ
- 楽山公園
- 関の五本松
- 八雲本陣（国の重要文化財）
- 松江フォーゲルパーク
- 黄泉比良坂
- 陣幕久五郎碑
- 金崎古墳群

### 温泉
- 玉造温泉 - 日本三名泉の一つ
- 松江しんじ湖温泉
- 来待温泉
- 熊野温泉
- 講武堀部温泉

### 寺社
- 松江神社
- 月照寺
- 八重垣神社
- 神魂神社
- 熊野大社（出雲大社と並ぶ出雲国一宮）
- 佐太神社（出雲国二宮）
- 美保神社
- 菅原天満宮
- 売布神社
- 白潟天満宮
- 城山稲荷神社
- 千手院
- 田原神社
- 眞名井神社
- 平濱八幡宮（武内神社）
- 六所神社（出雲国総社）
- 揖夜神社
- 長満寺

### 博物館・図書館
- 島根県立美術館
- 島根大学総合博物館アシカル
- 田部美術館
- 興雲閣（松江郷土館）
- 松江北堀美術館
- 島根県立図書館
- 松江市立図書館
- 安部榮四郎記念館
- 来待ストーン
- 島根県立八雲立つ風土記の丘
- 鹿島歴史民俗資料館
- 小泉八雲記念館
- 松江市立出雲玉作資料館

### コンサート・コンベンション施設
- 島根県民会館
- 松江市総合文化センター プラバホール
- 松江テルサ
- 島根県立産業交流会館

### 体育施設
- 島根県立武道館
- 松江総合運動公園
  - 松江市営野球場
  - 松江市営陸上競技場
  - 松江市営補助競技場
- 松江市総合体育館
- 鹿島総合体育館
- 東出雲中央公園野球場

### 周遊バス・遊覧船
- レイクライン（松江観光地バス巡り）
- 宍道湖遊覧船
- 矢田の渡し 大橋川周遊
- 堀川遊覧船「ぐるっと松江 堀川めぐり」 - 堀川遊覧船管理事務所が管理している松江城を囲む堀川を一周する遊覧船

### 祭り
- 松江武者行列（4月）
- 白潟天満宮夏祭（7月）
- 松江水郷祭（8月）
- 武内神社例大祭（8月）
- 松江水燈路（10月）
- 松江祭鼕行列（10月）
- ホーランエンヤ（10年に一度の5月）

### 名物・特産品
- 宍道湖産のシジミ（ヤマトシジミ）
- 宍道湖七珍
- 和菓子 - 茶の湯を奨励した松平治郷により、多くの種類の茶菓子が考案された。松江市は京都市や金沢市とともに日本三大菓子処とされる。
  - 山川
  - 若草
  - 八雲小倉
  - 出雲三昧
- 大根島の牡丹、薬用人参
- ぼてぼて茶
- 津田かぶ漬
- 出雲そば
- 出雲めのう細工
- 出雲石灯篭

## 出身人物

### 政治家
- 細田吉蔵
- 細田博之（第78代衆議院議長）
- 若槻禮次郎（第25・28代内閣総理大臣）
- 興直孝（内閣府政策統括官）

### 実業家
- 尾原佐七
- 佐藤忠次郎

### 学者
- 梅謙次郎（民法学者）
- 勝田孝興（アイルランド文学者）
- 神門善久（経済学者、農学者）
- 瀧川資言（漢学者）
- 田尻悟郎（教育学者）
- 恒藤恭（法哲学者）
- 永井隆（医学博士、カトリック信者）
- 中澤高清（気象学者）
- 中村元（インド哲学者）
- 増田渉（中国文学者）
- 三浦周行（歴史学者）
- 吉川徹（社会学者）

### 文化人
- 小豆澤亮一（画家）
- 小原雲心（華道家）
- 小原光雲（華道家）
- 舩木道忠（陶芸家）
- 伊原敏郎（演劇評論家、劇作家）
- 亜月亮（漫画家）
- 園山俊二（漫画家）
- 法月綸太郎（推理作家）
- 吉田昇（美術監督）
- 安田善巳（ゲームクリエイター、実業家）
- 小林敬生（版画家）

### スポーツ
- 小村徳男（元プロサッカー選手日本代表）
- 足立修（元プロサッカー選手）
- 久保田学（元プロサッカー選手）
- 中島康平（プロサッカー選手）
- 山本栄一郎（元プロ野球選手）
- 梶谷隆幸（元プロ野球選手）
- 白根尚貴（元プロ野球選手）
- 錦織圭（プロテニスプレイヤー）
- 三代直樹（元陸上選手）
- 広瀬健太（プロバスケットボール選手。元日本代表）
- 藤井祐眞（プロバスケットボール選手）
- 安部潤（元プロバスケットボール選手）
- 曳野康久（元バスケットボール選手）
- 門脇駿太郎（プロバスケットボール選手）
- 石倉弘士（バレーボール選手）
- 陣幕久五郎（第12代横綱）
- 鹿島沙希（プロレスラー）
- 藤田のぞみ（女子サッカー選手）

### 芸能
- 出雲阿国（お笑い芸人）
- 山内健司（お笑い芸人、かまいたち）
- 青山フォール勝ち（お笑い芸人、ネルソンズ）
- 和田まんじゅう（お笑い芸人、ネルソンズ）
- 佐野史郎（俳優）
- 板倉文（音楽家）
- 加賀爪タッド（音楽プロデューサー、ボーカリスト、ギタリスト、作詞家、作曲家、編曲家）
- 高岡慎太郎（ミュージシャン、元ライフレコーダーズ）
- 田邊祐真（劇団四季の俳優）
- 原英寿（ミュージシャン、元ライフレコーダーズ）
- 星村麻衣（シンガーソングライター）
- 中里綴（作詞家、女優）
- 六子（シンガーソングライター）
- 森脇英理子（女優）
- 山本恭司（ミュージシャン、ギタリスト、BOWWOWリーダー)
- 遊吟（シンガーソングライター）
- 田中俊太郎（声楽家）
- 大和未知 - シンガーソングライター）
- 市川門之介（歌舞伎役者）
- 山根万理奈（シンガーソングライター）
- 浜田真理子（シンガーソングライター）
- イエスハッピー!（アイドル）
- よしととひうた（紙芝居作家、シンガーソングライター）
- 岸佳宏（ミュージカル俳優）
- 小原唯和（俳優）
- 生越千晴（女優）
- 立川幸之進（落語家）
- 桂伸べえ（落語家）
- 石原慎也（シンガーソングライター、Saucy Dog）
- 小笹大輔（ミュージシャン、ギタリスト、Official髭男dism）
- 坂本ひろ美（ミュージシャン、キーボーディスト、SARD UNDERGROUND）
- 松本真輝（俳優）
- 長岡慎（ホルン奏者）

### マスコミ
- 山本浩（元NHKアナウンサー、元解説委員。法政大学教授。
- 神門光太朗（NHKアナウンサー）
- 森谷佳奈（山陰放送アナウンサー）
- 前田彩野（元日本海テレビジョン放送アナウンサー）
- 福島敦子（フリーアナウンサー、元CBCアナウンサー）
- 福島弓子（元TBSアナウンサー）
- 川島恵（宮崎放送アナウンサー）

### その他
- 亀井茲矩（戦国武将、因幡国鹿野藩初代藩主）
- 荒川亀斎（彫刻家）
- 岸清一（大日本体育協会会長、国際オリンピック委員会(IOC)委員、弁護士、貴族院議員、法学博士）
- 曽田幸司（ラジオパーソナリティ、MC）
- 松平治郷（茶人）
- 青砥恭（社会活動家）
- 野々内保太郎（画家）
- 一氏義良（美術研究家）
- 西田千太郎（教育者）

### ゆかりある人物
居住者
- 小泉八雲
- まつもとゆきひろ
- バークレー・バックストン
- フリッツ・カルシュ

## 松江市を舞台とする作品

### 映画
- クレマチスの窓辺（2020年）[16]

### ドキュメンタリー
- 新日本風土記「松江」（2022年10月7日、NHK BSP）[17]